# Cargar la suerte (tauromaquia)
Cargar la suerte es una expresión taurómaca tan compleja como debatida, que requiere una exposición detenida de aclaraciones conceptuales para poder ofrecer una definición coherente, y entre ellas destaca la relación de este concepto, cargar la suerte, con reglas de muy estrecha conexión en el toreo, como muchos teóricos o críticos, y los mismos toreros, han hecho con frecuencia, del tipo “parar, templar y mandar” que acuñó Juan Belmonte.
Naturalmente, habrá que aludir también al antónimo, descargar la suerte, como se verá a lo largo del artículo. 
El propósito objetivo y enciclopedista de este artículo, por la complejidad anunciada, obliga a una ampliación del concepto tradicional, aunando diversas fuentes con el detalle pertinente. En los diversos epígrafes se encontrará el origen de lo que se va a definir en esta entrada, y al mismo tiempo su desarrollo.
Se debe partir del sentido de las dos palabras de la locución: cargar y suerte. La primera conserva un significado léxico bastante habitual en la lengua estándar: poner peso. La segunda procede de la jerga taurina especializada: las suertes del toreo, sean con el capote, la muleta, u otras. Quien carga, o pone el peso, es el torero, el banderillero, el picador, y por lo tanto son de naturaleza muy distinta las formas de cargar la suerte.
Pero la definición que se ha buscado siempre y debatido es la que hace el torero, usando la capa en los dos primeros tercios de la faena, o bien (y sobre todo) la muleta en el último tercio. Se expone a continuación la idea tradicional: 
Cargar la suerte, después de citar de frente al toro (un pie apuntando a su testuz y ofreciendo el medio pecho del lado del cite), y justamente al llegar el animal a la jurisdicción del torero, consiste en adelantar la pierna de salida (o pierna contraria) e inclinar el torero el cuerpo sobre ella (cargar el peso), adelantando al mismo tiempo el engaño para embarcar al astado en el embroque y provocar que el animal desvíe su inicial trayectoria rectilínea, siguiendo el engaño en una curva alrededor del eje del torero, que, a pies quietos, va girando su cintura en el centro de la suerte, hasta rematar el lance de capa o el pase de muleta atrás, en el lado contrario al que venía el toro, y, sin perder su sitio el torero (o ganándoselo al toro). Tras pasar la cornamenta, el diestro girará las piernas, quedando el animal enfrentado de nuevo en derechura al torero, ya colocado para poder ligar el siguiente pase (verónica, natural...) cargando de nuevo la suerte, y así sucesivamente hasta rematar la tanda, normalmente con otro tipo de pase (media verónica, de pecho, trinchera...), que también exige, coherentemente, la suerte cargada.

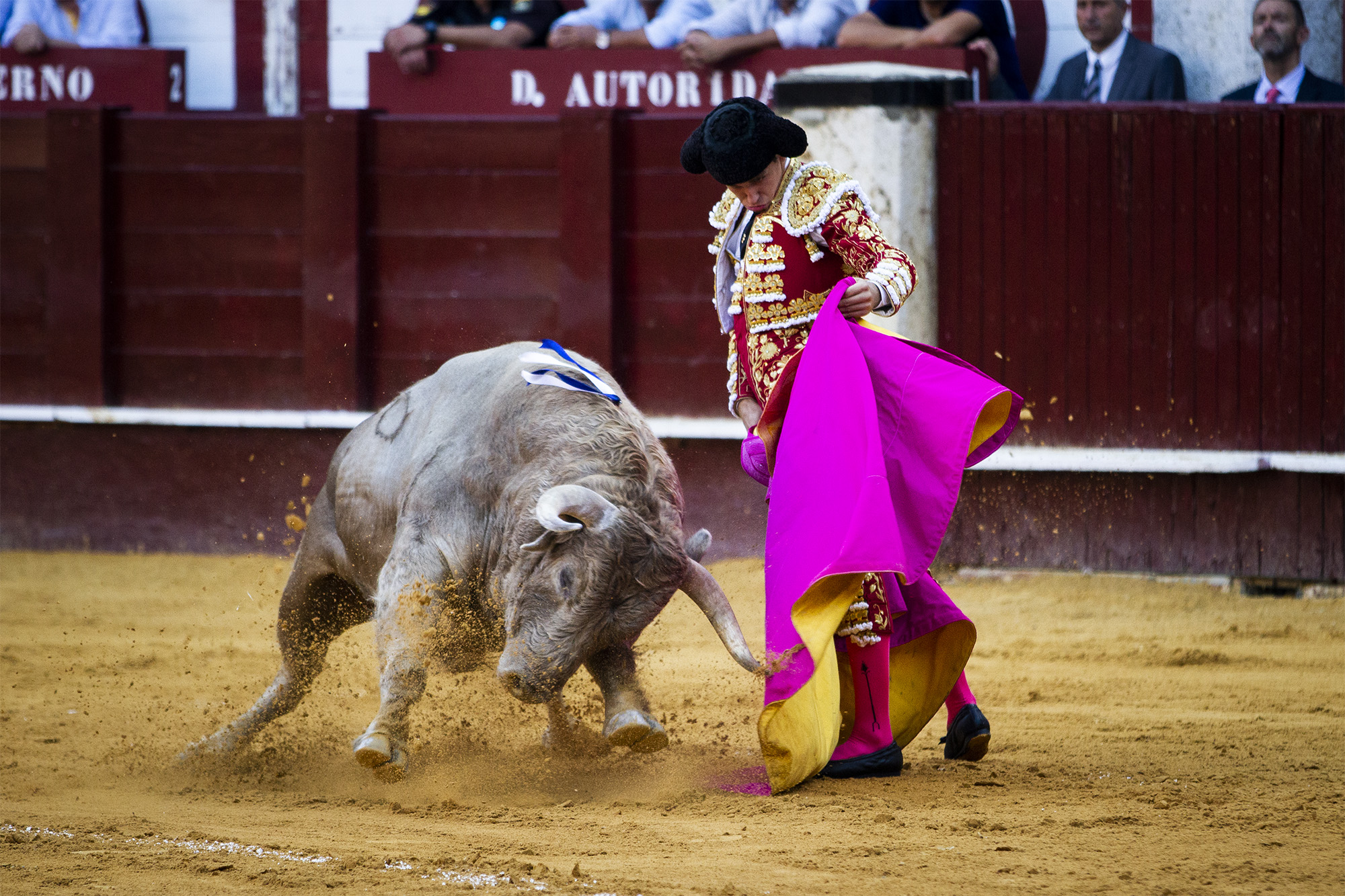
Verónica de Ginés Marín

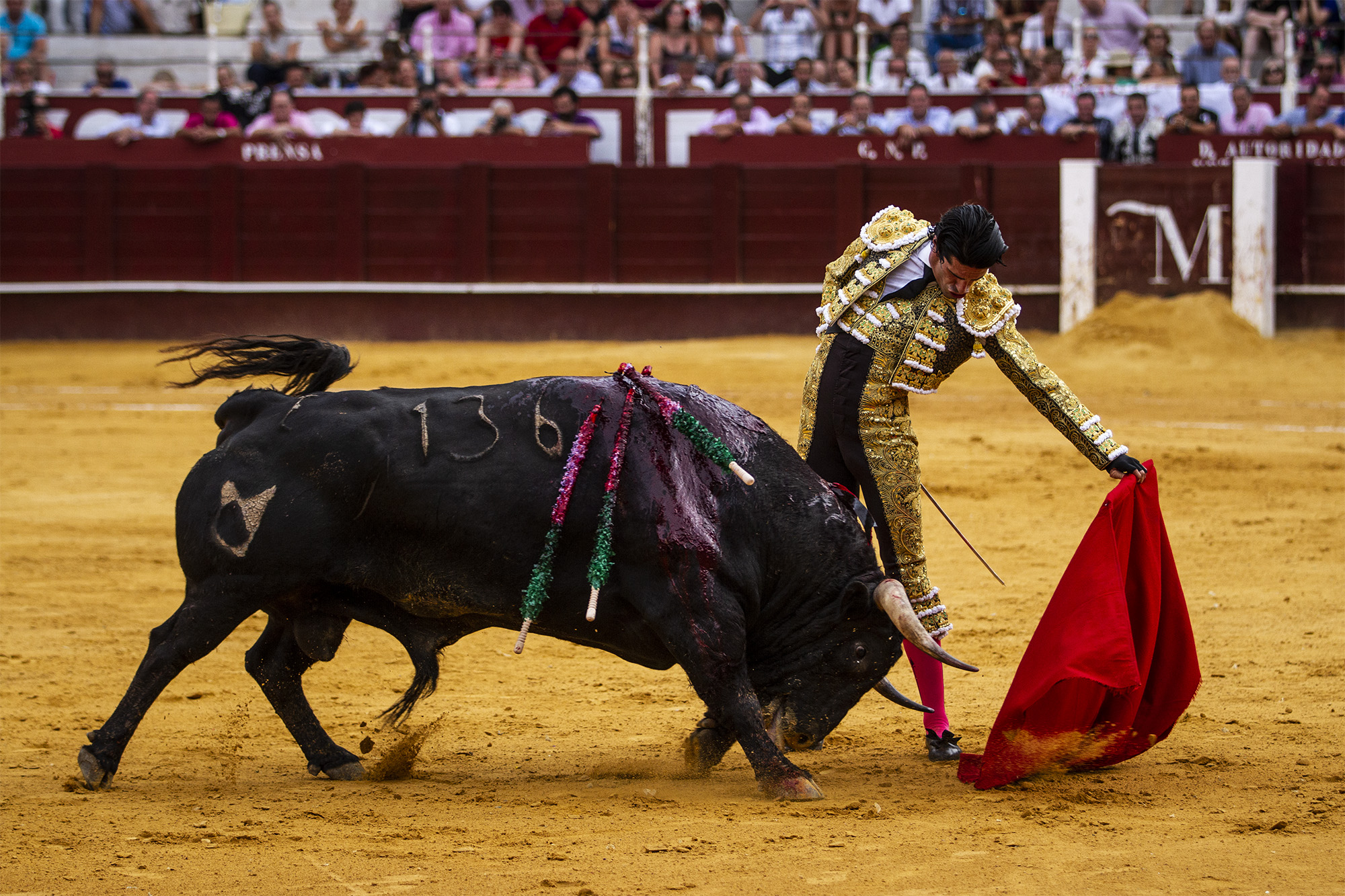
Natural de Talavante

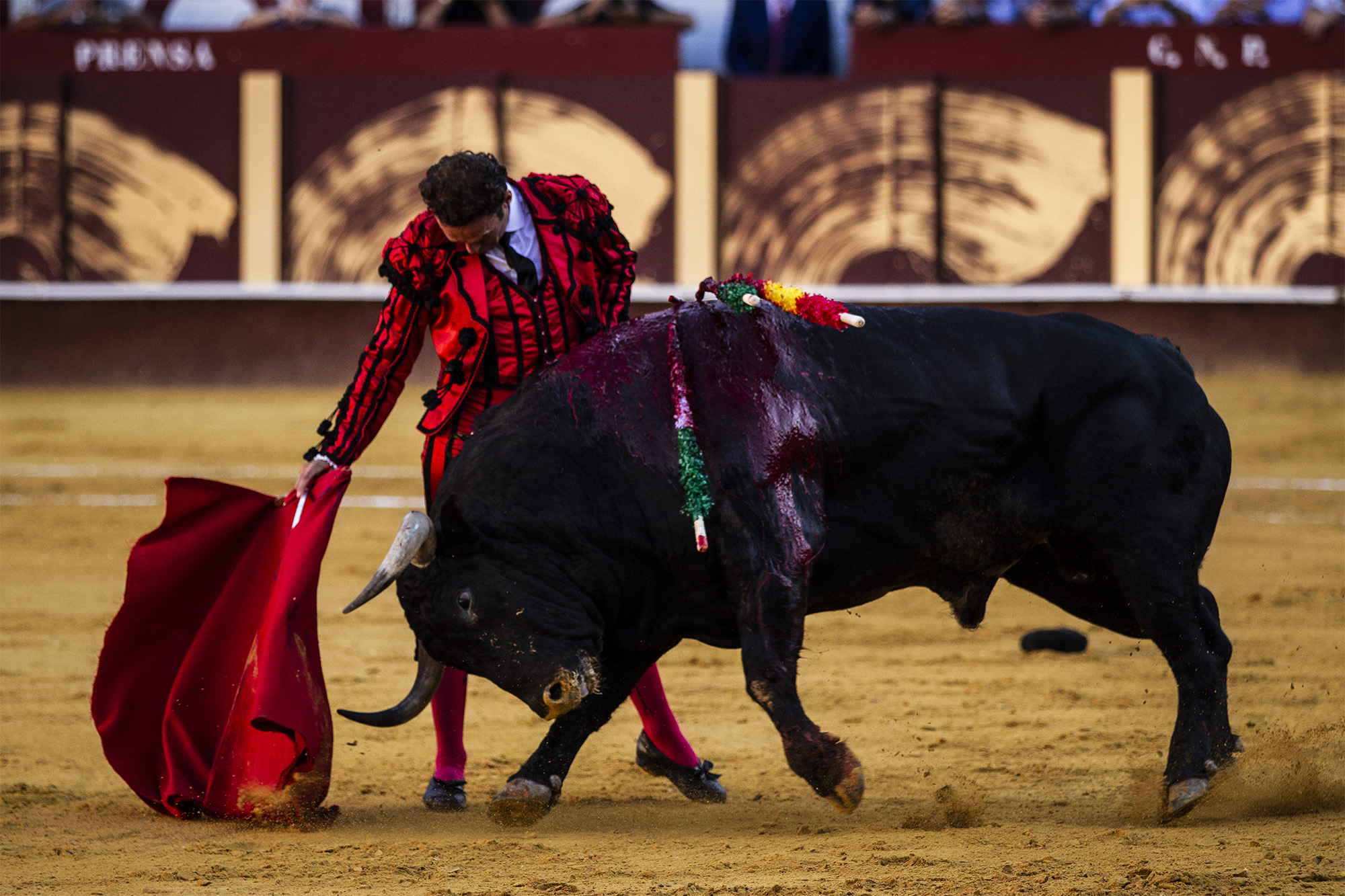
Derechazo de Ferrera

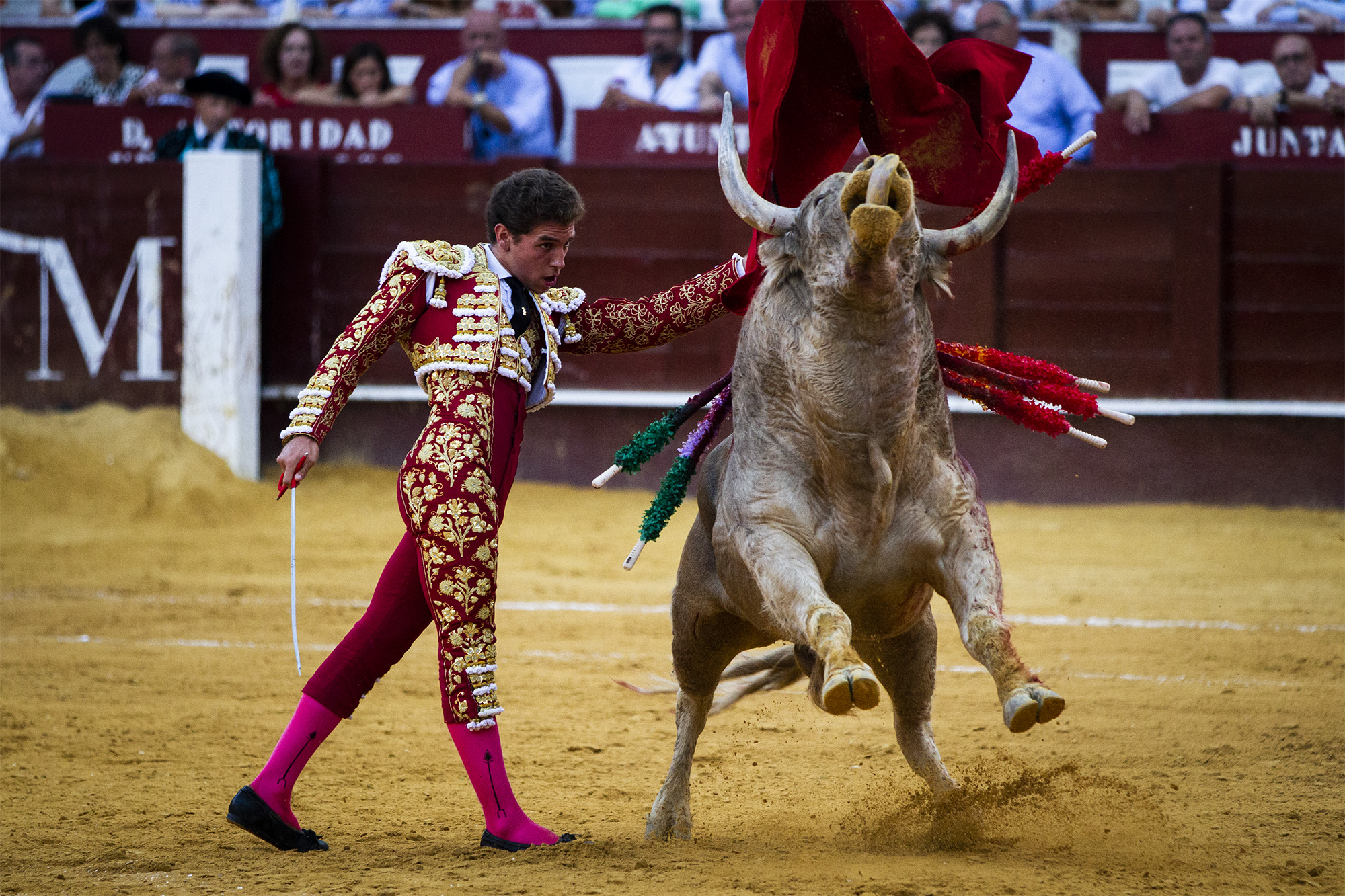
Pase de pecho de Ginés Marín

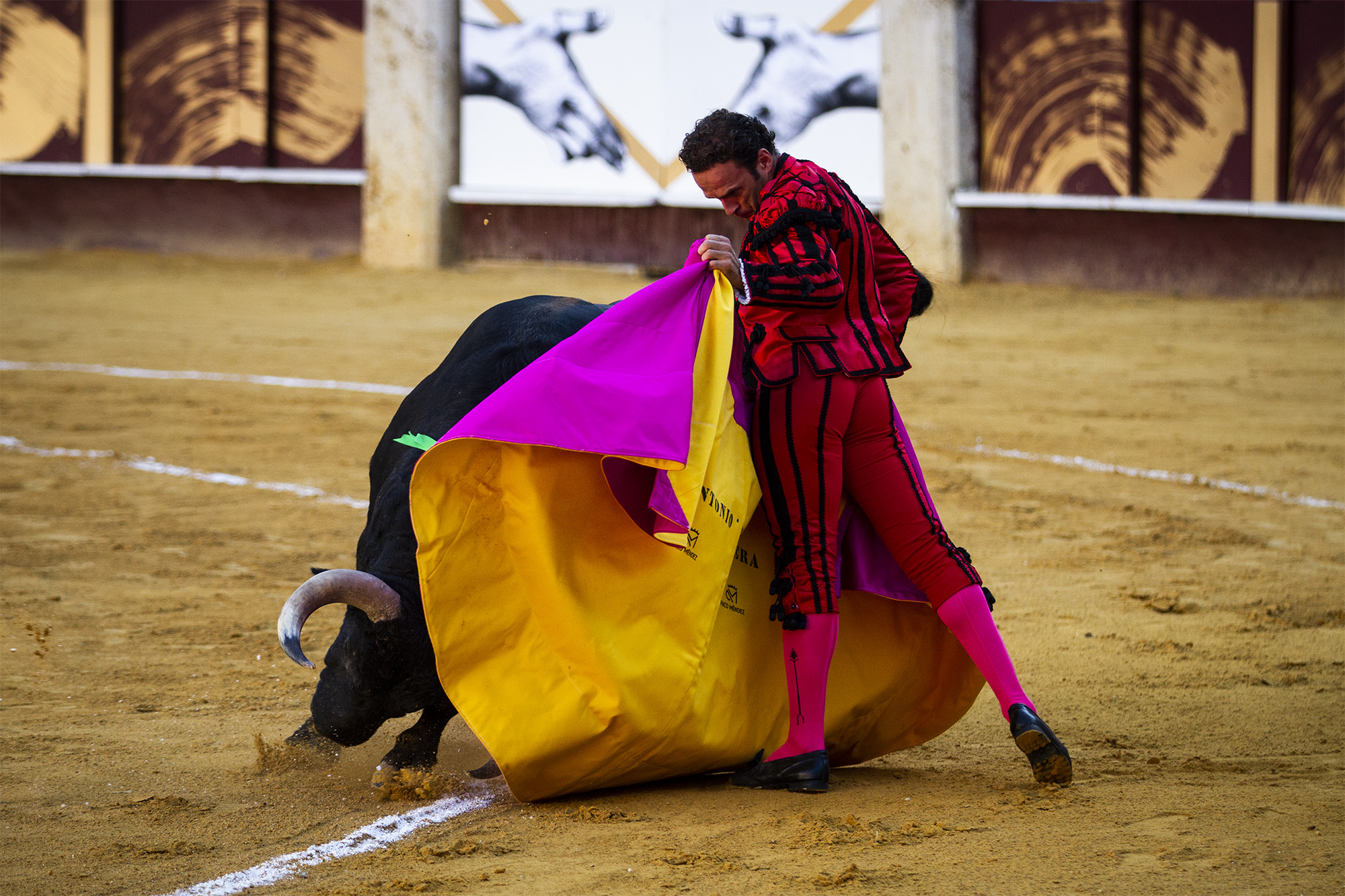
Verónica de Antonio Ferrera

El hecho de cargar la suerte se reconoce fundamentalmente asociado al valor del torero, porque supone una exposición mayor que la de los lances que no obligan a desviarse al cornúpeta. En efecto, adelantar la pierna hacia el terreno por el que se obliga a pasar al toro, y más, cargando el peso en ella, obviamente expone esa pierna a una cornada. Esta exposición se justifica porque la desviación forzada del animal implica un mando del torero sobre el toro, un toreo profundo; recuérdese el último término de la trilogía de Belmonte: mandar. Si el embroque pasa sin incidente, triunfa el poder del torero en el sometimiento del toro (torear), y el peligro que supone la carga de la suerte implica también entonces un factor comunicativo emocional con el público. Mando con profundidad y emoción comunicativa son dos consecuencias fundamentales.
Se aporta aquí ahora una explicación al parecer inédita del motivo de ese mayor peligro, inédita, seguramente, por haberse dado como sobreentendida, por obvia. Ya Paquiro, en 1836, consideraba que la “ligereza” era una cualidad indispensable en el torero, particularmente ante el amago de un derrote del toro hacia su cuerpo. Si el peso del cuerpo está repartido entre las dos piernas, con el compás abierto, la retirada ligera del mismo ante el hachazo es mucho más fácil y ágil que si gran parte del peso del cuerpo está cargado sobre la pierna amenazada (Vid infra acepciones de la Real Academia Española y de María Moliner, especialmente).
Ligar los pases cargando siempre la suerte requiere gran dominio técnico, con un temple y una armonía dinámica muy difíciles, y es faena por tanto muy meritoria, lo que genera una última consecuencia fundamental: la estética. En conclusión, en torno a cargar la suerte se genera una tetralogía de valores taurinos: mando, técnica, emoción y estética.
Los lances de capa más propicios para cargar la suerte son la verónica, la media verónica y el delantal. En algunos otros el torero puede poner voluntad de cargar inclinando algo el cuerpo (no necesariamente la pierna) hacia el toro, como la gaonera, la lopecina, la revolera, o el farol, pero no es lo común. Y entre los pases de muleta destacan el natural (que deriva del llamado pase regular dieciochesco, y es el fundamental por excelencia) el derechazo, el de pecho (por alto), y todos los de por bajo: el doblón, cualquier tipo de trinchera, de desprecio, de la firma, los ayudados, tanto por bajo como por alto, y el natural cruzado para matar. 
Hasta aquí se ha sintetizado la visión que críticos, ensayistas y toreros han expuesto sobre cargar la suerte, ejemplificando el concepto básicamente sobre el pase natural, y evocando la verónica. Es decir, el punto de vista clásico o tradicional del mismo, que equivale a fijar su paradigma o valor modélico. Pero en el toreo, junto a valores y reglas permanentes, se van produciendo cambios en la forma de torear: Pedro Romero, Hillo, Cúchares, Paquiro, Chiclanero, Lagartijo, Frascuelo, Guerrita, Joselito y Belmonte (los dos grandes iniciadores del toreo moderno), Marcial, Manolete, Pepe Luis Vázquez, Bienvenida, Antoñete, José Tomás… y muchos otros han ido introduciendo, con su singular torería, algunas variantes en la tauromaquia, que a veces van más allá del concepto estilo personal. Por eso, la forma de torear va cambiando.
A finales del siglo XX surge la figura arrolladora de José Tomás, cuya principal fuente de inspiración está en Manolete. Ambos toreros son estudiados es sus respectivos epígrafes, infra. Manolete, con su verticalidad y estoica quietud, no cargaba la suerte. José Tomás escinde su toreo entre la carga tradicional de la suerte y una semejante verticalidad estoica, pero llevando la ya emotiva colocación de Manolete a un sitio, a un terreno tan evidentemente peligroso, que obliga a una reconsideración ampliadora del concepto de cargar la suerte, es decir, ensanchar su paradigma. Es, sin embargo, la tauromaquia, en general, reacia a cambios en los conceptos que ya considera fijados como dogmas, cuando en el toreo, precisamente por su vinculación con el arte, se debe sopesar el uso del dogmatismo, tentación frecuente entre aficionados y críticos.

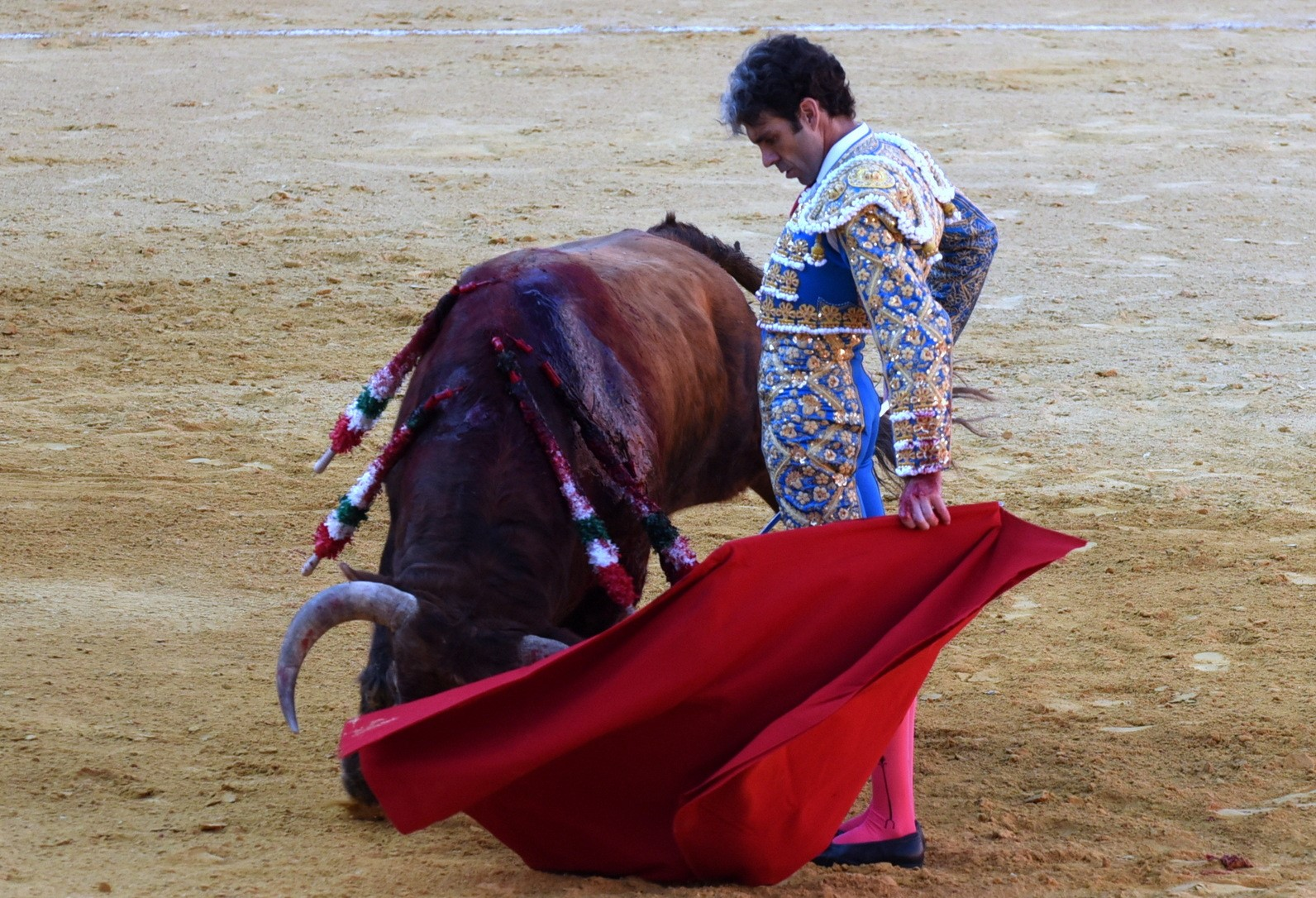
Natural de José Tomás

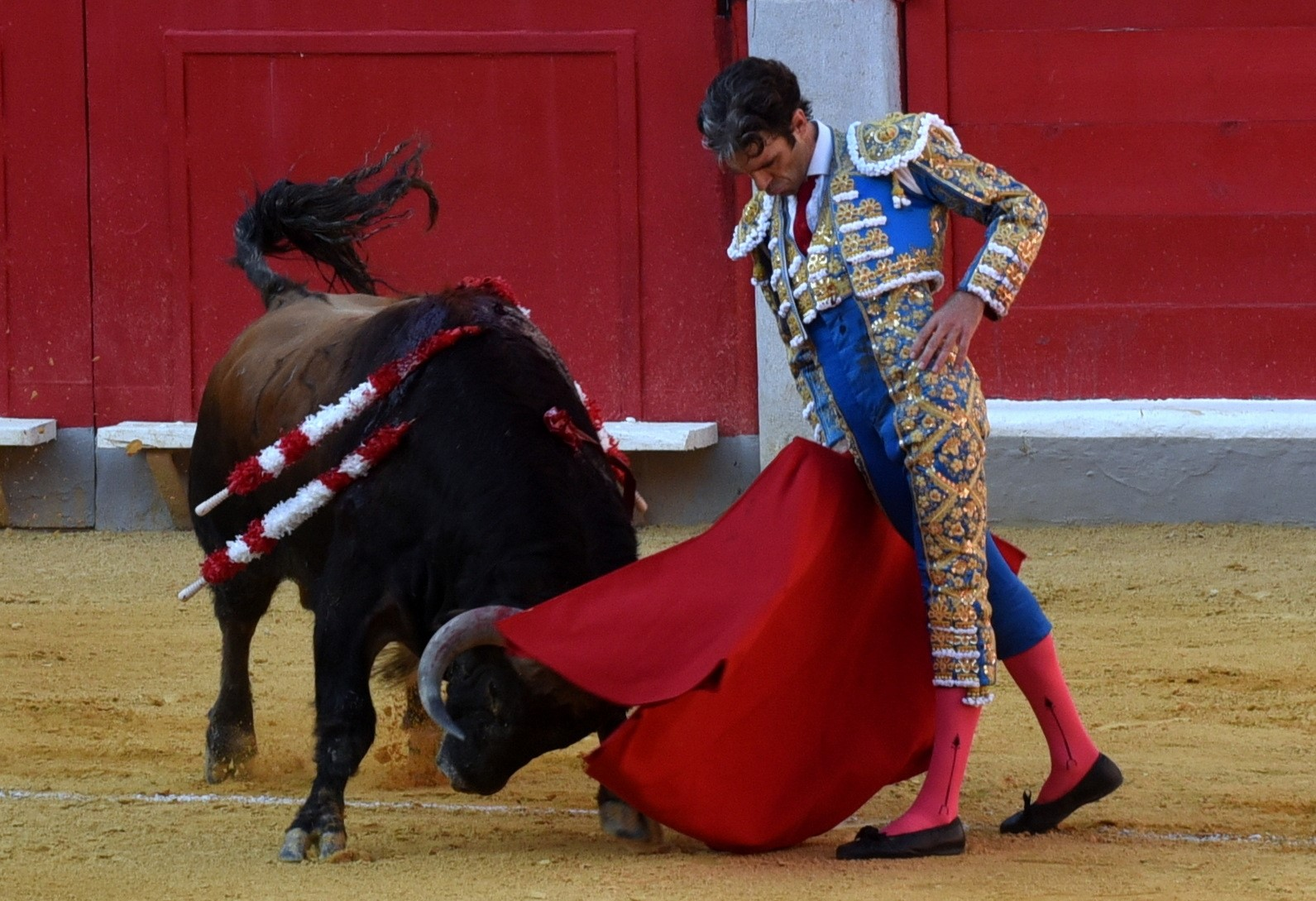
Trincherazo de José Tomás

La idea nueva tiene un solo precedente textual explícito, precisamente aludiendo al toreo de José Tomás, pero cuenta con numerosos comentarios del tipo “nueva tauromaquia”, “teoría de los terrenos”, antecedentes muy significativos sobre cargar la suerte “sin adelantar la pierna”, y enfoques analíticos diversos, que se exponen particularmente en el epígrafe 5. 11. de José Tomás. Esta idea nueva, prácticamente también inédita, trata sobre una forma distinta de cargar la suerte sin adelantar la pierna del embroque. Es el cuerpo entero el que está cargado, en razón de estar ocupando el terreno del toro, y desde la quieta verticalidad, forzarle también con el engaño, fundamentalmente con la muleta, a desviar la trayectoria y seguir las características regladas: parar, templar, mandar, rematar, ligar con un fuerte sentido comunicativo de la emoción y de la estética. Esta nueva visión de la carga de la suerte no queda referida a solo un primer lance o pase, sino a las tandas ligadas, dando la ventaja al toro y reconduciendo su embestida, hasta el remate del último, que, curiosamente, con cierta frecuencia, adopta la variante clásica de la carga.
Debe asimismo considerarse que el toreo a pies juntos, con verticalidad, también dificulta la ligereza en el sentido expresado por Paquiro de librarse ágilmente del derrote del toro.
Ampliar la costumbre léxica de la definición clásica de cargar la suerte con esta nueva visión es difícil, pero no hay inconveniente desde el punto de vista de los diccionarios, como podría parecer, respecto al verbo cargar: puede verse infra.

Esta nueva manera de ver la carga de la suerte no se queda en el valor personal de un torero concreto, José Tomás, aunque en su epígrafe, a falta de un vocablo ya en uso, se haya denominado así: junto al modo tradicional, el modo personal. La idea trasciende al hombre, aunque sea quien la haya desarrollado en la práctica. Pues, de igual manera que Marcial Lalanda siguió la línea clásica y armonizadora de Joselito, y Domingo Ortega la revolucionaria y estilista de Belmonte, al final unos y otros se terminan considerando clásicos (que en puridad significa dignos de ser modelo). Por tanto, el concepto de cargar la suerte con el cuerpo entero puede seguir su trayectoria histórica, a la espera de aplicárselo a todos los toreros que opten por pisar esos terrenos del toro y hacerle faena. De hecho, ya hay algunos diestros que han mostrado la influencia de esa línea, o hilo del toreo, como dijo José Alameda (vid infra).

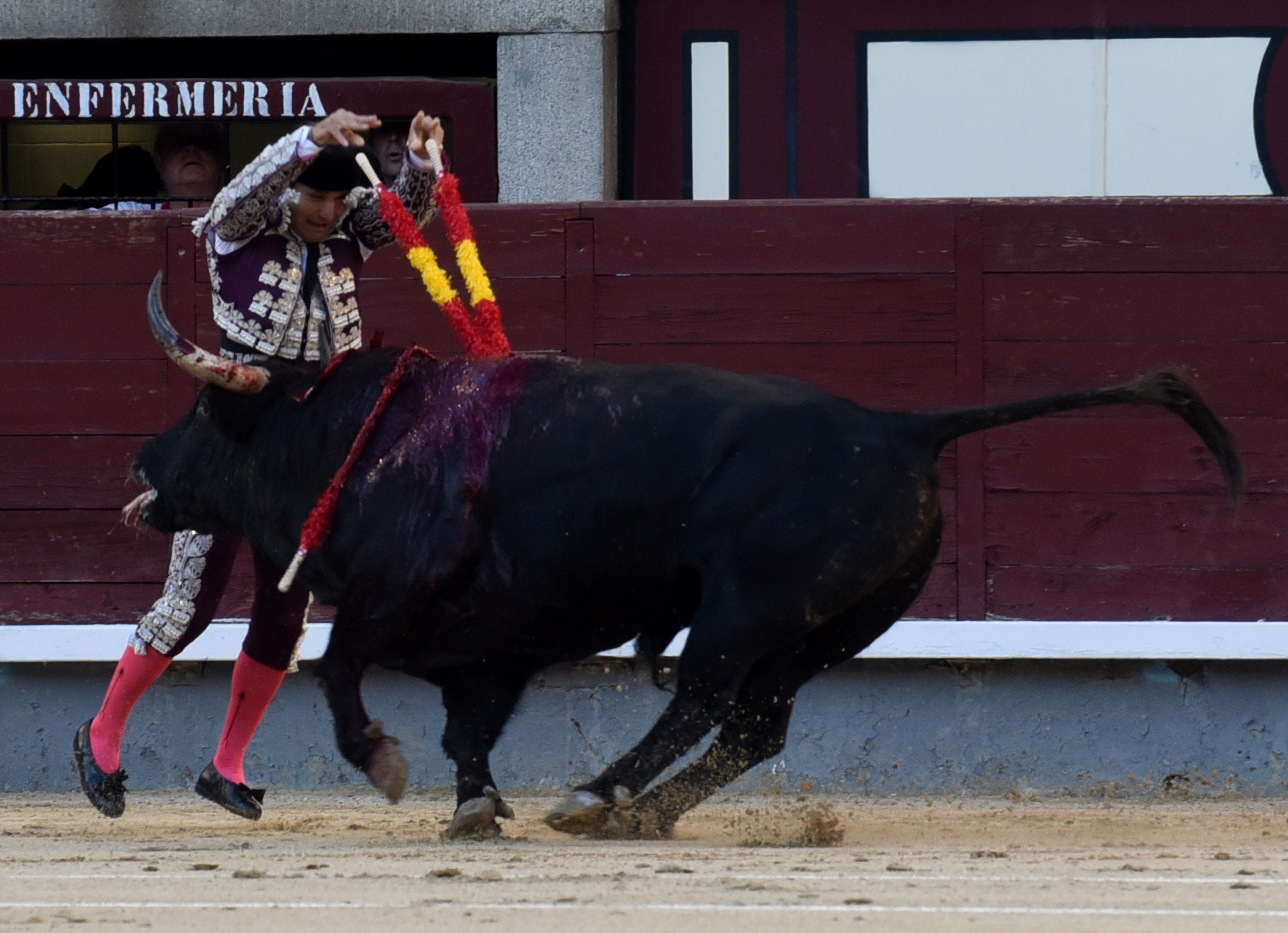
Un banderillero clava en todo lo alto

El artículo, que a esta novedad dedica realmente el espacio acotado, aunque extenso, del epígrafe 5.11., se subdivide analíticamente en epígrafes provenientes de académicos, lexicógrafos, tratadistas, críticos o teóricos prestigiosos, y por supuesto, toreros muy relevantes de diversas épocas.
Se reproducirán en un punto específico referencias distintivas a banderilleros y picadores, porque la tauromaquia también recoge en ellos, aunque en pequeñas dosis léxicas, el concepto de cargar la suerte, y asimismo, por ser también distintiva, a la llamada suerte suprema, es decir, la estocada. 
No se entrará, en cambio, en el concepto de cargar, ni de recargar, cuando el sujeto de la acción es el toro, por su acometividad al entrar al caballo, expresión empleada desde muy antiguo y que siguen registrando los diccionarios especializados, pero con muy poco uso periodístico ni popular. Debe, al menos, hacerse constar esa coincidencia de término.

## Definiciones de laRAE
Conforme al criterio lexicográfico habitual, la Real Academia Española atiende a locuciones y frases hechas en el término sustantivo, si lo tienen (aquí, “suerte”). Pero si también se observa el verbo, “cargar”, distingue entre 46 acepciones distintas. Y tienen interés en nuestra frase taurina tanto la primera acepción, que comienza diciendo: “Poner o echar peso sobre…”, como la número 8: “Aumentar, agravar el peso de algo”, porque su propia indefinición con ese “algo” nos permite acoplarla perfectamente al hecho de cargar la suerte un torero, pues, en efecto, “aumenta” y “agrava” el peso del riesgo en el lance, en el pase. La acepción 39, aunque la RAE la conciba de uso pronominal (cargarse), también es de interés: “Echar el cuerpo hacia alguna parte”. Todo ello hace pensar que la frase taurina, al utilizar este verbo, se llena de contenido lógico. Esto, respecto a la idea clásica de la frase. Y, respecto a la nueva idea, aplicada en función de los terrenos, se puede considerar muy adecuada la acepción 34: “Tomar o tener sobre sí alguna obligación o cuidado”.
En cuanto a la palabra “suerte”, la RAE, dedica a la tauromaquia dos acepciones, la 12 y la 13. Interesa aquí la 12, que define: “En la lidia taurina, cada uno de los lances”. Posteriormente, en los usos de locuciones y frases hechas, aparece el concepto buscado, “cargar la suerte”, aunque no resulta muy afortunado, por su desfase: “Desviar al toro, facilitándole la salida, para que no atropelle al diestro”. Solamente la primera oración (“desviar al toro”) se adecúa, como se irá viendo, al concepto comúnmente aceptado de cargar la suerte desde hace siglo y medio, pero con antecedentes aislados muy anteriores, desde “las últimas décadas del siglo XVII”.

## Lexicografía generalista de prestigio
El primer diccionario de nuestra lengua, del año 1611, en la entrada “Suerte”, da como primera acepción: “Algunas veces significa ventura buena y mala”. Es innegable que ese es el concepto que da sentido desde la tauromaquia primitiva a las diversas suertes del toreo, ligadas a la buena o mala ventura en la lidia, y la frase cargar la suerte apunta, en efecto, a cierta opción de riesgo en ese azar, con el efecto positivo de disminuir la mala ventura, de dominar la situación.
Algunos miembros de la RAE han publicado diccionarios de forma independiente. En uno de ellos (de 75.000 entradas y más de 4.600 páginas) se puede encontrar, respecto al sentido ampliado de cargar la suerte, la correspondencia semántica de la acepción 15 B del verbo cargar: “Tomar o llevar sobre sí algo que pesa o es difícil de soportar”. Respecto a la entrada “suerte”, presenta una definición muy adecuada en la locución verbal “cargar la suerte”, reducida, pero muy precisa: “Ejecutar el diestro un lance adelantando un pie e inclinando el cuerpo hacia el toro”. Y facilita el siguiente ejemplo (ABC, 2 de mayo de 1958, pg. 51): “El toro, abanto, quedó en los medios, y allá fue Rafael Ortega a hacerse aplaudir en unas verónicas cargando la suerte y rematadas por una vistosa chicuelina”.
En cuanto a María Moliner, cuyo Diccionario de uso del español es un trabajo lexicográfico peculiar de prestigio internacional, no registra la frase estudiada, ni en la edición original en dos volúmenes, ni en la abreviada, pero merece la pena la transcripción de sus definiciones, respecto a cargar y suerte. La acepción n.º 11 de cargar es: “Aumentar, reforzar o intensificar una cosa por cierto lado”. Atendiendo a una de las especializaciones de este diccionario, es un verbo transitivo donde la “cosa”, en este caso “la suerte”, es el complemento directo. La acepción 23 propone un uso intransitivo, introducido por la preposición "sobre": "Ser una cosa soportada por otra que se expresa, ≈ apoyarse, descansar, descargar, gravitar, pesar". La acepción 24, de uso pronominal, define "Inclinar el cuerpo en la dirección que se expresa". Para la nueva consideración de cargar la suerte con el cuerpo entero, se adecúan dos valores semánticos: la acepción 15: “Poner mucho o demasiado de una cosa en cierto sitio”; y la subacepción 30: “Soportar alguien voluntariamente o por necesidad algo como «culpa, responsabilidad, trabajo»”, que enlaza directamente con las propias declaraciones del torero José Tomás ("compromiso", vid infra) y de Paco Camino sobre Tomás ("más responsable que los demás", vid infra, epígrafe de José Tomás). Y respecto a suerte, aporta con nitidez los dos posibles significados en tauromaquia: el que equivale a “tercio”, como “suerte de varas”; y el que equivale a “lance”, como episodio más concreto, como en su ejemplo “en una de las suertes estuvo el toro a punto de empitonarle”.

## Definiciones en lexicografía especializada
Sánchez de Neira define con una precisión loable en el primer párrafo, pero introduce a continuación un verdadero enigma: “Cargar (la suerte) [sic] es, en todas ellas, consentir al toro en el bulto o engaño y marcarla mucho en el centro de la misma y muy en corto, o sea, antes de que salga de jurisdicción. Para marcarla bien como va dicho, es indispensable hacer, sin parar, una pausa que, aunque sea brevísima, se vea señalarla”. El enigma, de resolución difícil, es, naturalmente, la contradicción de esa “indispensable pausa brevísima sin parar”, pero si aceptamos que Neira gozó y goza de enorme prestigio, podemos interpretar su textualidad paradójica con una visión elástica de la palabra “pausa”, haciéndola equivaler a ralentización conforme al viejo y usadísimo concepto taurino de “parar el tiempo”, que nadie toma en sentido estricto, sino como sensación y sugerencia de extremada cadencia y lentitud. Lo sugerido, pues, relaciona el momento clave de cargar la suerte, tal cual se explicita cuidadosamente en su primer párrafo, con el temple del mando sobre la embestida. Parece fundamental profundizar en varias ideas de la primera parte de la definición: es clave, por ejemplo, “consentir al toro en el bulto o engaño”, porque ese “consentir” (expresión ya usada por Pedro Romero: vid infra, epígrafe de Pepe Alameda) es sinónimo de aguantar la acometividad del toro contra “el bulto”, es decir, el cuerpo del torero, “o el engaño”, o ambos, encargados de “marcar mucho la carga”. Y es también de notar que esa carga se realiza en el momento cumbre de un ajustado embroque: “en el centro de la suerte y muy en corto”. Vemos pues el gran poder conceptual de la definición de Neira, y su valor actual.
José María de Cossío, en el “Vocabulario” con el que inicia su Tratado, conocido como El Cossío, aporta dos entradas para el verbo “Cargar”. En la primera reproduce entre comillas, pero readaptándola, la definición de Pepe Hillo en su Tauromaquia, que ya adelantaremos aquí, pero conforme al texto original de Hillo: “Cargar la suerte es aquella acción que hace el diestro con la capa, cuando, sin menear los pies, tuerce el cuerpo de perfil y alarga los brazos cuanto pueda”. Cossío suprime “capa”, pues quiere dar una definición que resulte ya válida también para la muleta, poco usada en tiempos de Pepe Hillo (que la incluye en su definición de “engaño”). Suprime también la ubicación “cuanto pueda” de los brazos, y añade por su cuenta “para llamar al toro y hacerle pasar a un lado”. Esta cita y sus correcciones nos deben familiarizar con los cambios de la forma de torear y con la dificultad desde antiguo de definir el concepto cargar la suerte. Torero y tratadista hablan de un “toreo de perfil”, que hoy resulta impropio, en general, si se habla de cargar la suerte, pero también es cierto que destacan la característica fundamental de la quietud de los pies. Cossío, en su consabido ejemplo de autoridad, recurre al gran crítico Federico Alcázar (años 40), que lo emplea como reproche a un torero de nombre Juan: “sin jugar los brazos y cargar la suerte”. En su segunda entrada del verbo, Cossío define cargar como una acción del picador que interesará considerar en la suerte de varas, que también trataremos.
Nieto Manjón refunde definiciones de Pepe Hillo y de Cossío, manteniendo las ideas del “perfil” y la “quietud”, pero añadiendo por su parte la noción de las piernas “abriendo el compás”. Su diccionario tiene la virtud de reproducir la definición de Amós Salvador, que estudiaremos entre los teóricos o ensayistas.
José Carlos de Torres trata el concepto “cargar la suerte”. Reproduce las definiciones de Pepe-Hillo (que ya hemos visto) y de Gregorio Corrochano (que veremos). Y sigue: “Es principio teórico del toreo clásico. En cambio, cuando carga la cintura con exceso, la dobla, se dice toreo de cintura, frente a echar la pierna hacia adelante para cargar la suerte”. También alude a Pepe-Hillo en la acepción del picador que se esfuerza en echar fuera el toro.

## Un libro de ensayo especializado
El escritor colombiano Nicolás Sampedro Arrubla (Bogotá, 1970), que fue novillero de adolescente y siempre ha estado vinculado a actividades culturales de la tauromaquia, residiendo en España desde 2003, publicó en 2014 un libro titulado Cargar la Suerte. Interpretación de un misterio taurómaco (vid “Bibliografía”, con noticia biográfica en solapa de portada). Sus 178 páginas tratan por extenso lo que su título y subtítulo expresan, con profusos análisis que parten de las definiciones básicas sobre qué y cómo es el toreo, a través de los llamados “los tiempos del toreo”, aportadas por eminentes teóricos y los propios toreros, siempre en relación con el concepto cargar la suerte. Previamente ha estudiado la “colocación” del cuerpo, brazos y piernas sobre esta cuestión. Y dedica después un capítulo esclarecedor distinguiendo entre “pierna de salida y pierna contraria”, porque numerosas veces, críticos, aficionados y muchos toreros han hecho referencia realmente a la primera, la de salida, que es en la que básicamente se carga la suerte, con el nombre de “contraria”. La aclaración es fundamental, pero pretender cambiar la terminología tradicional es muy difícil.
Como todo ensayo, por definición, adopta enfoques y llega a conclusiones subjetivas, aunque se sustenten en un esfuerzo objetivo evidente por la aclaración de términos y conceptos en su contexto diacrónico y evolutivo, y presenta un extenso corpus de citas textuales entrecomilladas, aunque insuficientemente referenciadas para su cotejo. Todo lector reflexionará ampliamente con estas páginas, y dispondrá de pistas nuevas para acometer sus propias líneas de investigación, si lo desea. Así, el análisis directo de esas fuentes y de sus autores, ha dado lugar en el presente artículo a precisiones y ampliaciones. Se ha prescindido de las citas menos significativas o poco claras, y de todas las interpretaciones, glosas, e hilos argumentales del autor.
Ahora bien, es de rigor que, en el epígrafe sobre teóricos y ensayistas, donde aparecen los puntos de vista subjetivos de cada uno (objetivamente expuestos aquí), se incluyan también, en último lugar (por cronología), las aportaciones básicas conclusivas de Nicolás Sampedro.

## Interpretación del concepto por los propios toreros
Precisamente por respetar la cronología y el orden natural, se debe empezar por los toreros, y ya después, se fijará la atención en quienes juzgan y valoran el arte, la técnica y el mérito de los protagonistas de la lidia.
Aunque son muchos los toreros que han tratado el concepto cargar y cargar la suerte (que ya figura así en Pepe Hillo, 1796) se propone el análisis de una serie de toreros históricos de primerísima importancia, o que, siendo también notables figuras del toreo, han tratado con particular profundidad y agudeza este tema. Con secuencia en muchos casos generacional, son los siguientes: Pepe Hillo, Paquiro, Guerrita, Bombita, Juan Belmonte, Marcial Lalanda, Domingo Ortega, Manolete, Rafael Ortega, Antoñete y José Tomás (que, hasta ahora, no ha expuesto sus ideas de esto). La evolución, los contrastes entre ellos, los matices, alguna discrepancia con la línea dominante y el largo análisis sobre una forma distinta de cargar la suerte en el último torero citado resultarán enriquecedores. Razones de proporcionalidad en el espacio dejan fuera a otros muchos toreros que han cargado la suerte con maestría y con los encastes más duros, como, por ejemplo, Pepe Luis Vázquez, Antonio Bienvenida (al natural y con sus pases cambiados) , El Viti, Paco Camino, Andrés Vázquez, Francisco Ruiz Miguel, César Rincón, Luis Francisco Esplá, Uceda Leal, El Cid…, o a diestros inconstantes pero exquisitos (Curro Romero, Rafael de Paula, Morante de la Puebla...), o a otros de segundo nivel que se ejercitaron cumplidamente en cargar la suerte (como José Luis Palomar, que manifestó su idea sobre el tema), y pasar ya a aludir a los fueron viniendo después y sí han dado también muestra de ello con regularidad, como Diego Urdiales, Paco Ureña, Alejandro Talavante, Antonio Ferrera en su madurez… Respecto a los más jóvenes, siempre conviene esperar.

### José Delgado,Pepe Hillo(oIllo, oYllo)
Es bien conocido por su Tauromaquia o Arte de torear, que, desde 1796, ha tenido numerosas ediciones. Ya hemos visto que define así “Cargar la suerte”: “Es aquella acción que hace el diestro con la capa cuando, sin menear los pies, tuerce el cuerpo de perfil hacia fuera y alarga los brazos cuanto pueda”. Y después aporta otra definición de matiz: “Tender la suerte”: “Es lo mismo que cargar la suerte, con la diferencia que se lleva más tiempo tendido el engaño”. Interesa reunir las dos por su complementariedad. Van llamando la atención todas las frases, o semas, de las definiciones. La primera de ellas es la que nos transporta al toreo del siglo XVIII, basado en la capa, o capote, aunque Hillo ya usaba también la muleta.  El siguiente sema sigue siendo fundamental en el toreo moderno: la fijeza de pies en el embroque. 

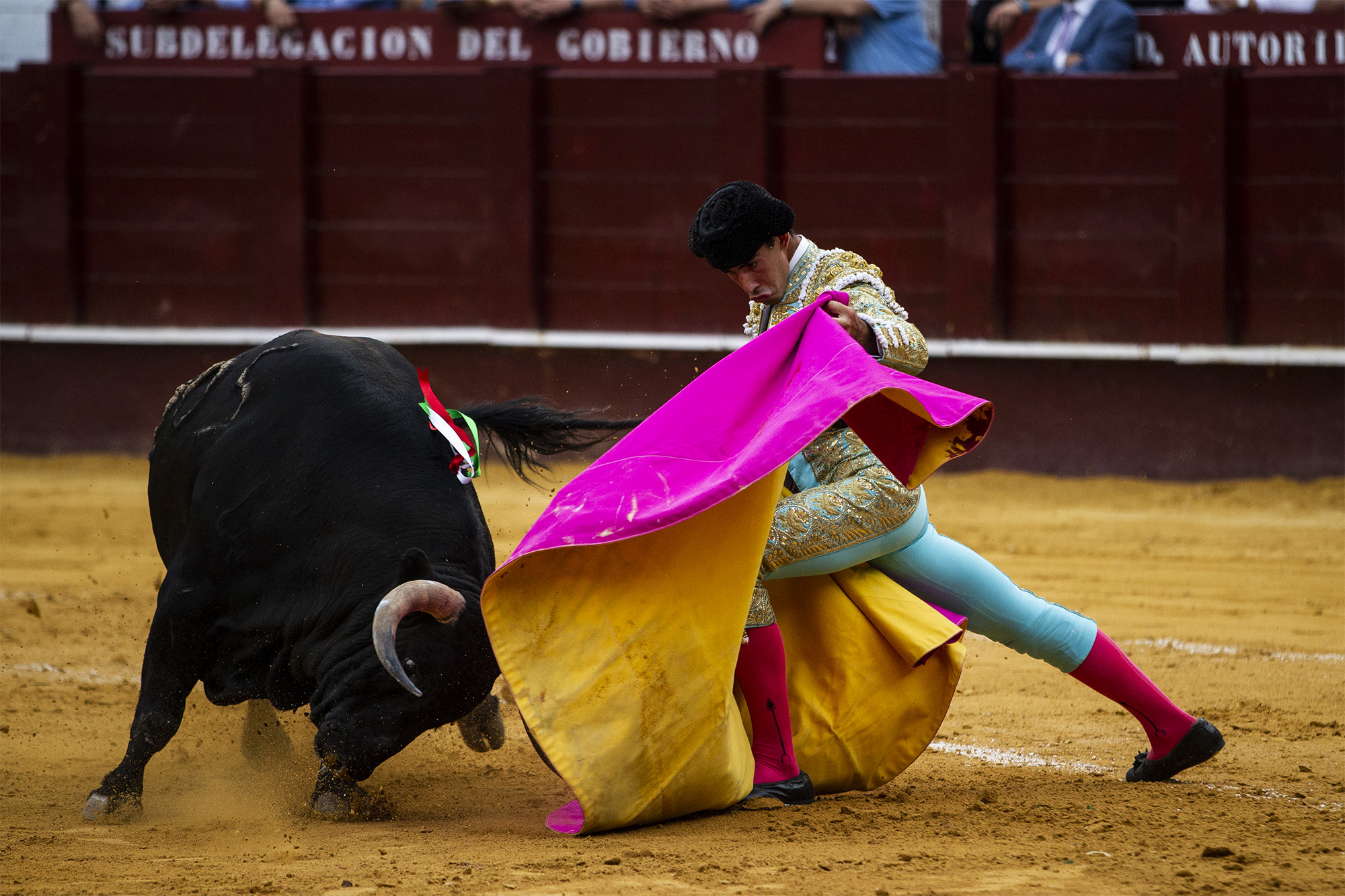
Fortes recortando con la capa

 A continuación habla de “torcer el cuerpo de perfil hacia fuera”. Pero, si no ha movido los pies, es necesario pensar en un giro corporal sobre el eje de la cadera o cintura, por un lado, y en un adelantamiento del cuerpo hacia el toro por otro: esa es la carga. Además, conforme nos define complementariamente “tender la suerte”, el sema “hacia fuera”, referido siempre al cuerpo del torero, hace entender que, en esa posición, el diestro embarca menos tiempo o “más tiempo” al toro en el vuelo del engaño, sin “menear” los pies, es decir, girando en menor o mayor grado la cintura, y siempre cargando el cuerpo hacia el paso exterior del toro. Igual ocurre con el sema “alargar los brazos cuanto pueda”,  que, sobre todo en el acompañamiento largo de “tender la suerte”, exige la idea de hacer girar al toro en torno al diestro, otra máxima fundamental del toreo hasta hoy.
Por otro lado, se debe aceptar, sin que entre en contradicción con todo lo anterior, que “alargar los brazos cuanto pueda” nos traslada de nuevo a las imágenes del toreo defensivo en los orígenes de la tauromaquia moderna a pie, ya profesional mucho antes de Pepe Hillo, basada en el uso de los engaños (capa, capotillos y muleta fundamentalmente) para someter y cuadrar adecuadamente al toro y así poder estoquearlo.

### Francisco Montes,Paquiro
Paquiro ha sido siempre considerado un torero emblemático. Hasta el escritor francés Próspero Merimée le tituló "César de la tauromachie". Escribió su Tauromaquia completa en 1836. Define “cargar la suerte” así: “Es el movimiento que hace el diestro en el centro de ella de bajar los brazos y meter el engaño en el terreno de afuera para echar del suyo al toro”. Quizá lo primero que observamos, respecto a la definición de Pepe-Hillo, es que ha desaparecido la referencia a la capa, que es sustituida por el término ambivalente de engaño. La cita necesita aclaraciones respecto a dos pronombres referenciales, porque nos aportarán toda la claridad de la definición: “en el centro de ella” es evidentemente en el centro de la suerte, conocido también como eje de la misma, encuentro de toro y torero, o culmen del embroque. Esto implica que el torero carga la suerte en el mismo momento en que entran en máxima proximidad lo que en el toreo se conoce como jurisdicciones de toro y torero.
El otro pronombre es el posesivo “suyo”, alusivo a “terreno”, que resulta ambiguo en su referencia objetiva: podría entenderse el terreno del torero o el terreno del toro. Muchas interpretaciones que posteriormente veremos sobre el concepto de cargar la suerte apuntarán a la desviación de la trayectoria del toro, y con toda seguridad eso quería decir Paquiro, en relación con “meter el engaño en el terreno de afuera”. Pero, de hecho, podría entenderse como perfectamente compatible con la idea de que el torero se crece dentro de su jurisdicción, de su terreno, y “echa” del mismo al toro, obligándole igualmente a una desviación de su embestida. El resultado es el mismo: cargar la suerte implica el dominio, el mando, del torero, que permanece a pie quieto, sobre el poder del toro.
En el Capítulo XI de su Tauromaquia completa, sobre los pases de muleta y la estocada, se puede observar la suma importancia que da el experimentado autor-torero a la necesidad de cargar la suerte, expresión que surge reiteradamente. Así, empieza: “Para pasar al toro con la muleta se situará el diestro como para la suerte de capa, esto es, en la rectitud de él, […] lo dejará que llegue a jurisdicción y que tome el engaño, en cuyo momento le cargará la suerte y le dará el remate por alto o por bajo, del mismo modo que con la capa”. Si tenemos en cuenta que esa es la descripción de lo que Paquiro (con los antiguos) llama el pase regular (más modernamente llamado pase natural), y que solo describe para la muleta ese pase y el de pecho, como remate del primero, solo nos falta comprobar, sobre el de pecho, que también requiere cargar: “… se le hará un quiebro y se le cargará bien la suerte para que pase bastante humillado por el terreno del diestro”. Sugiere más enroscarlo en su torno, en su terreno, que no expulsarlo. 
Luego distingue matices en la forma de dar estos pases con los diversos tipos de toro, y engloba una idea para todos los que “se tapan” o “tiran derrotes y cornadas sobre alto para desarmar”: “los deberá pasar muchas veces, dejándolos llegar bien a la muleta y bajándola mucho al cargar la suerte, para que humillen bastante, lo cual es importantísimo, pues si no se hace, y van a la muerte con ese resabio, lo desarmarán, quedándose parados en el centro, donde será un milagro que no le den una cogida”.

### Rafael Guerra,Guerrita
Guerrita, conocido como Califa cordobés, y también como El Guerra, particularmente atribuyéndole frases sentenciosas y humorísticas. En 1895, teniendo Guerrita 33 años, tres autores, de conjunto, escriben una Tauromaquia en la que reproducen ideas de este torero, según se deduce de las transcripciones de las mismas que hace Nicolás Sampedro, y que, por su interés, trasladamos aquí.
Vemos la evolución: ahora ya se habla de pase natural, y además se da con ambas manos, no solo con la izquierda, y también se dan series de naturales: “Cuando el animal llegue a jurisdicción y tome el engaño, se cargará la suerte, que se remata girando y estirando el brazo hacia atrás con sosiego, describiendo con los vuelos de la muleta un cuarto de círculo, a la vez que se imprime a los pies el movimiento preciso para que, una vez terminado el pase, quede el diestro en disposición de repetirlo”. Y sigue: “se repite el giro las veces que sea preciso, conservando el espada el terreno con la quietud necesaria”.
Y el efecto de cargar la suerte: “debiendo el lidiador adelantar el cuerpo lo necesario hacia el terreno en que haya de cargarse la suerte, para que una vez consumada esta, pase a ocupar el torero el centro que va dejando la res”. Es decir, que el dominio aportado por la carga conlleva la conservación central de la jurisdicción del torero. También se debe destacar su idea, pues, de rematar muy cuidadosamente, para poder ligar los pases.

### Ricardo Torres,Bombita
Ricardo Torres Reina, Bombita, facilita en 1910 una serie de entrevistas a Miguel A. Ródenas, que este convierte en libro, aunque figura como autor el torero. Figura en esta selección porque ya Cossío le consideró un impulsor de la técnica de cargar la suerte. En efecto, encontraremos abundantes referencias sobre el tema aquí tratado en el capítulo de “El arte de torear”, de las que escogemos las siguientes: “Para mí, todo el arte de torear bien con la muleta, es decir, de llenar los dos fines para que fue inventada, castigar y adornarse, es indispensable cargar la suerte y estirar bien los brazos. Para ello, sin llegar a exageraciones, la muleta debe tener bastante vuelo, y las piernas deben estar algo separadas”. “A mí muchos aficionados me han criticado el que toree sin juntar los pies, y otros aplauden como el primero de mis méritos que sepa cargar la suerte”.
Por lo mucho que insiste en ello, se puede deducir que Bombita coincidió con una época que apreciaba mucho el toreo a pies juntos (como volvería a ocurrir en tiempos de la verticalidad de Manolete y los seguidores de su línea), pero el matador opinaba que “Los pases estirados, con los pies juntos, no los da el torero, los toma el toro [sic], que es cosa muy distinta”. Y con la capa insiste en el contraste: “Yo no he visto a nadie que haya podido dar cuatro o cinco verónicas sin moverse y con los pies juntos, y en cambio he visto a muchos torear con suma elegancia y sin perder una línea de terreno, porque solían cargar la suerte como es debido”.
Y vuelve a ponderar la carga con la muleta, para beneficio de la estética y la ligazón: “Yo creo más artístico, y desde luego más eficaz en las faenas, que los pases sean seguidos, que el espada recoja siempre al toro con los vuelos de la muleta, aunque para ello tenga que abrir algo el compás, que lo que va en separar los pies para cargar la suerte, va en beneficio de la quietud y continuidad de la faena”. Y añade algo que refuerza, con su fuerza de tradición, el desarrollo, en la entrada de este artículo, de una nueva forma de entender la carga de la suerte: “Yo, aficionado, me fijaría más […] en el terreno que pisase el diestro”.

### Juan Belmonte
Belmonte es masivamente considerado como el gran revolucionario que cambió la forma de torear, en técnica y estética, entre 1913 (alternativa) y 1936 (retirada definitiva). A Belmonte corresponde la acuñación de sintetizar el toreo en el canon de tres ideas clave: parar, templar y mandar. Algunos teóricos han hablado de que son “tiempos” del toreo, dada la secuencia temporal inexorable (aunque en parte agrupable). Domingo Ortega preferirá el término de “normas”.
Se ha teorizado frecuentemente, incluso por parte de toreros, como veremos, sobre que la idea de cargar la suerte está subsumida en la de mandar. Pero también la idea de templar, cuya prolongación sistemática asimismo se le atribuye a Belmonte, en cuanto que sus lances y pases eran más largos que nunca, invadiendo el terreno del toro, conduce directamente a la definición de Pepe-Hillo de tender la suerte, que ya hemos visto como acentuación de cargarla.
Sin embargo, el propio Belmonte manifiesta su desacuerdo en la concepción de un “terreno del toro”, derivada del “pintoresco axioma” de Lagartijo, que afirmaba esa propiedad del terreno del toro con la máxima: “O te quitas tú o te quita el toro”, a lo que Belmonte replica: “Te pones aquí, y no te quitas tú ni te quita el toro si sabes torear”. Y enseguida: “El toro no tiene terrenos… Todos los terrenos son del torero, el único ser inteligente que entra en el juego, y que, como es natural, se queda con todo”. Por supuesto, como se ha ido viendo y en ello se profundizará, ese dominio del terreno tiene mucho que ver con cargar la suerte. En cuanto a la propia idea, ejemplificada por el torero, se puede registrar, paradójicamente, refiriéndose a su gran rival, y sin embargo amigo, Joselito el Gallo, al rememorar “un tercio de quites” con él y con Rodolfo Gaona en la corrida del Montepío de 1917 en Madrid: “Tras él [Gaona], Joselito enganchó al toro con su capa maravillosa, y despacito, muy suavemente, le atrajo, y al llegar al instante del embroque, cargó la suerte con el cuerpo y produjo una emoción indescriptible. La muchedumbre hervía de entusiasmo”. Pero sí se puede recurrir a un gran torero, Antonio Márquez, que recibió la alternativa de Belmonte en 1920, para imaginar la técnica de este: “Los toreros adelantaban la pierna contraria, la de salida, pero la quitaban en cuanto el toro llegaba al embroque. Juan la deja. No pierde de vista el viaje de la res, se recrea en llevarla muy templada”.
Hasta aquí los saltos generacionales han sido muy claros. Desde este punto serán frecuentes largos solapamientos biográficos y profesionales entre los toreros que siguen, hasta principios del siglo XXI. Se podría seguir el orden biográfico, coincidente siempre en estos toreros con las fechas de alternativa, que vienen a separarse en torno a diez años, y sería: Marcial Lalanda, Domingo Ortega, Manolete, Rafael Ortega, Antoñete y José Tomás. Sin embargo se opta aquí por el orden que aportan las informaciones, o publicaciones, que estos toreros dan sobre sus propias tauromaquias, porque las ideas vertidas en ellas generan citas de unos sobre otros, que, de este modo aparecerán ante el lector más claramente expuestas. Por poner un ejemplo, la aparición muy tardía de La tauromaquia de Marcial Lalanda aporta referencias desde Domingo Ortega (al que solo lleva tres años) a Antoñete (al que lleva 30), porque se la expone o “dicta” o "graba" a Andrés Amorós con 85 años.

### Domingo Ortega
Dio este torero una conferencia en el Ateneo de Madrid en 1950 (se retiró cuatro años después, en plenitud, con 48 años). La tituló “El arte del toreo”. Desde el principio hasta el final subrayó la importancia capital de cargar la suerte, hasta el punto que la identifica con el verdadero toreo. Así, su paradigma de torero, y en ello insiste, es Pedro Romero, “titán del toreo”; y de su gran seguidor reciente, al que llama X (evidentemente es Juan Belmonte) afirma: “Era este un torero de normas clásicas, de formación rondeña, con templanza, con cargazón de la suerte, con lentitud”. Y aporta enseguida una ampliación de la célebre trilogía de Belmonte, aunque tampoco le nombre: “A mi modo de ver, estos términos debieron completarse de esta forma: Parar, Templar, CARGAR [sic], y Mandar, pues posiblemente, si la palabra cargar hubiese ido unida a las otras tres desde el momento que nacieron como normas, no se hubiese desviado tanto el toreo. Claro que también creo que el autor de esta fórmula no pensó que fuese necesaria, porque debía saber muy bien que sin cargar la suerte no se puede mandar, y por lo tanto en este último término iban incluidas las dos".
Pasemos a matices sobre qué es y qué no es cargar la suerte para D. Ortega, por su mismo orden de exposición: “Bien entendido que cargar la suerte no es abrir el compás, porque, con el compás abierto el torero alarga, pero no profundiza; la profundidad la toma el torero cuando la pierna avanza hacia el frente, no hacia el costado”. Y antes de aclarar, aunque sea obvio, a qué pierna se refiere, dejemos que exprese su visión de la suerte cargada desde su mismo comienzo: “Como consecuencia de haberse abandonado estas normas [ahora se refiere a las normas clásicas de Pedro Romero], se ha reducido el toreo a la mitad, es decir, le han quitado la parte más bella, la de delante, la que yo llamaría la enjundia del toreo; aquella en que el torero se enfrenta con el toro echándole el capote o la muleta adelante, para, a medida que el toro va entrando en la jurisdicción del torero, ir templándole, ir inclinándose sobre la pierna contraria al mismo tiempo que esta avanza hacia el frente, es decir, alargando el toro al mismo tiempo que por sí se va profundizando”.
Así que la pierna que avanzaba, la que llama “contraria”, en la que se carga la suerte, es la pierna del embroque, es decir, la pierna de salida, la más expuesta al paso del toro. Ahí radican el poder, el mando, la profundidad del toreo. De todo el toreo: “Yo creo que la grandiosidad del arte de torear radica en la cargazón de la suerte: grande es el lance a la verónica cargando lentamente sobre la pierna contraria; bella es la suerte de banderillas cargando sobre la pierna; bellos son los pases de muleta cargando sobre la pierna; más bella es la suerte de matar cargando el cuerpo sobre la pierna”. Y esta es su sentencia final: “Y para terminar, porque temo cansarles a ustedes con mi insistencia sobre las normas, el toreo es: parar, templar, cargar y mandar, a un toro, naturalmente. Ayer, hoy y mañana, ha sido, es y será un gran torero todo el que sea capaz de realizar esto bellamente, que aquí es donde la personalidad reclama su parte”.

### Manuel Rodríguez,Manolete
Manolete, apodo de cartel del cordobés Manuel Rodríguez, fue una de esas figuras del toreo que revolucionan estilísticamente la lidia, mereciendo el sobrenombre de Califa del toreo, como sus paisanos anteriores Lagartijo, Guerrita y Machaquito. El punto de vista de este torero, tanto por las imágenes más características suyas (estatismo, verticalidad, perfil…) como por sus propias declaraciones sobre cargar la suerte, se desvia claramente de la corriente general. He aquí su reflexión al describir el pase natural: “La pierna izquierda [es decir, la de embroque y salida] tiene que quedarse completamente inmóvil, y cuando el pase llega a su terminación, es entonces cuando hay que girar con la pierna derecha hasta quedar en posición de dar el siguiente muletazo, en el mismo terreno en que se inició el primero, y así sucesivamente. Todo eso que se dice de cargar la suerte en el natural viene a ser lo que es cargar la suerte en otras fases del toreo. Esto es simplemente una ventaja para el torero, puesto que se desvía más fácilmente el camino que trae el toro. Cargar la suerte, yo lo creo así, es tan solo una ventaja”. Solo coincide aparentemente en la idea general de la quietud y en la cuestión de quedarse en el mismo terreno al ligar los pases, aunque con unos movimientos de piernas diferentes.
Bien es cierto, no obstante, que Manolete podía en parte estarse refiriendo a formas espurias, muy generalizadas, de desviar la trayectoria del toro sin exposición para el torero, pero su rotundidad de juicio no parece realmente limitada a formas falseadas de cargar la suerte. Lo que sí ciertamente constatable es que algún crítico de prestigio de su época, como "Don Justo", contradice el criterio de que Manolete no cargaba la suerte: “El toro, «embarcado» en la roja tela, avanza por su viaje natural. El torero, quieta la planta, con los talones embutidos en el albero, y los pies, ni juntos ni exageradamente separados, va suavemente cargando la suerte, girando el brazo para describir un medio punto, en el que la flexibilidad de la cintura desempeña un importante papel […] Ese es el pase natural que con exquisito gusto artístico ejecutaba el singular torero […], pase único, excepcional”.
El valor histórico indiscutible de este torero es expresamente reconocido por algunos de los propios toreros que en este artículo opinan de forma muy distinta respecto a cargar la suerte. Así, como a continuación veremos, Rafael Ortega: “Sentí gran admiración por Manolete, que a su manera hacía un toreo puro”; o, después, Antoñete: “El torero que más me ha impresionado ha sido Manolete”. Y el propio José Tomás será un torero muy inspirado por la línea artística y personalidad de Manolete.
Solo esos ejemplos, más el fervor popular masivo del que gozó este torero a ambos lados del Atlántico, y el generalizado aplauso de la crítica, fuerzan necesariamente a hacer alguna matización sobre la identificación entre cargar la suerte y mandar, identificación que han propuesto varios toreros (ya se ha visto a Domingo Ortega) y prestigiosos teóricos (como veremos a Gregorio Corrochano, que, por cierto, reunía a Belmonte y Manolete como “los dos toreros de más acusada personalidad que yo he conocido”, por citar a dos apasionados defensores de tal identificación. Porque, como dejó dicho Pepe Alameda, “por donde quiera que se le vea, el toreo de perfil de Manolete era un riguroso sistema, no una pícara estratagema”.  El Dr. Venancio González describe ese sistema desde una perspectiva médico-anatómica: “Manolete consigue la perfección en su forma de torear inmovilizando, hasta un grado inigualable de quietud absoluta, las articulaciones de tobillo, rodilla y cadera (lo que algunos cronistas llamaron su verticalidad) y sigue fiel a la flexión dorsal de la cintura y ventral de la nuca […]; edifica sobre el escorzo detallado toda la estética de su forma de torear”.
Hay otra cuestión de la personalidad torera de Manolete que va a ser asumida, en buena parte de su toreo, por José Tomás, que es el aguante, asociado precisamente al mando, como fue señalado por críticos de su época: “Aguanta y manda con la capa de una manera indescriptible […], no cede cuando los toros se quedan, y les insiste en ese momento peligroso, y les saca el remate imposible, como aquella media verónica…”. Fotografías y vídeos muestran esa técnica y ese aguante (valor) de Manolete  con la muleta igual que se describió con su capote, y parece evidente que el factor emocional derivado de ese tipo de toreo llegaba perfectamente al público, sin la carga de la suerte en el sentido tradicional de echar la pierna de salida adelante. Así pues, ya desde los tiempos de este "califa del toreo" habría sido conveniente una revisión teórica que ensanchara el concepto de cargar la suerte.
Por otro lado, como dice Juan Posada, “Manolete no cargaba la suerte nada más que a la hora de entrar a matar”, pero esa cuestión se trata en el epígrafe correspondiente infra.

### Rafael Ortega
Rafael Ortega Domínguez publicó en 1986, teniendo 65 años, un libro titulado El toreo puro, redactado y prologado por Ángel-Fernando Mayo. Encabeza su prólogo una cita de Antonio Chenel, Antoñete, en que manifiesta que Rafael Ortega es el torero “que más me ha gustado […], el más completo y el que ha toreado con mayor pureza”. La admiración era mutua, pero R. Ortega enumera a bastantes otros, destacando a Domingo Ortega. Pues bien, tras aludir a su conocimiento de la trilogía de Belmonte, y de la puntualización posterior de Domingo Ortega, ya expuestas, Rafael opta por una nueva matización: “Para mí es importante algo previo, citar, o sea, echarle el trapo para adelante al toro […] Así que lo que yo veo, para hacer el toreo puro, es esta continuidad: citar, parar, templar y mandar, y a ser posible cargando la suerte”.

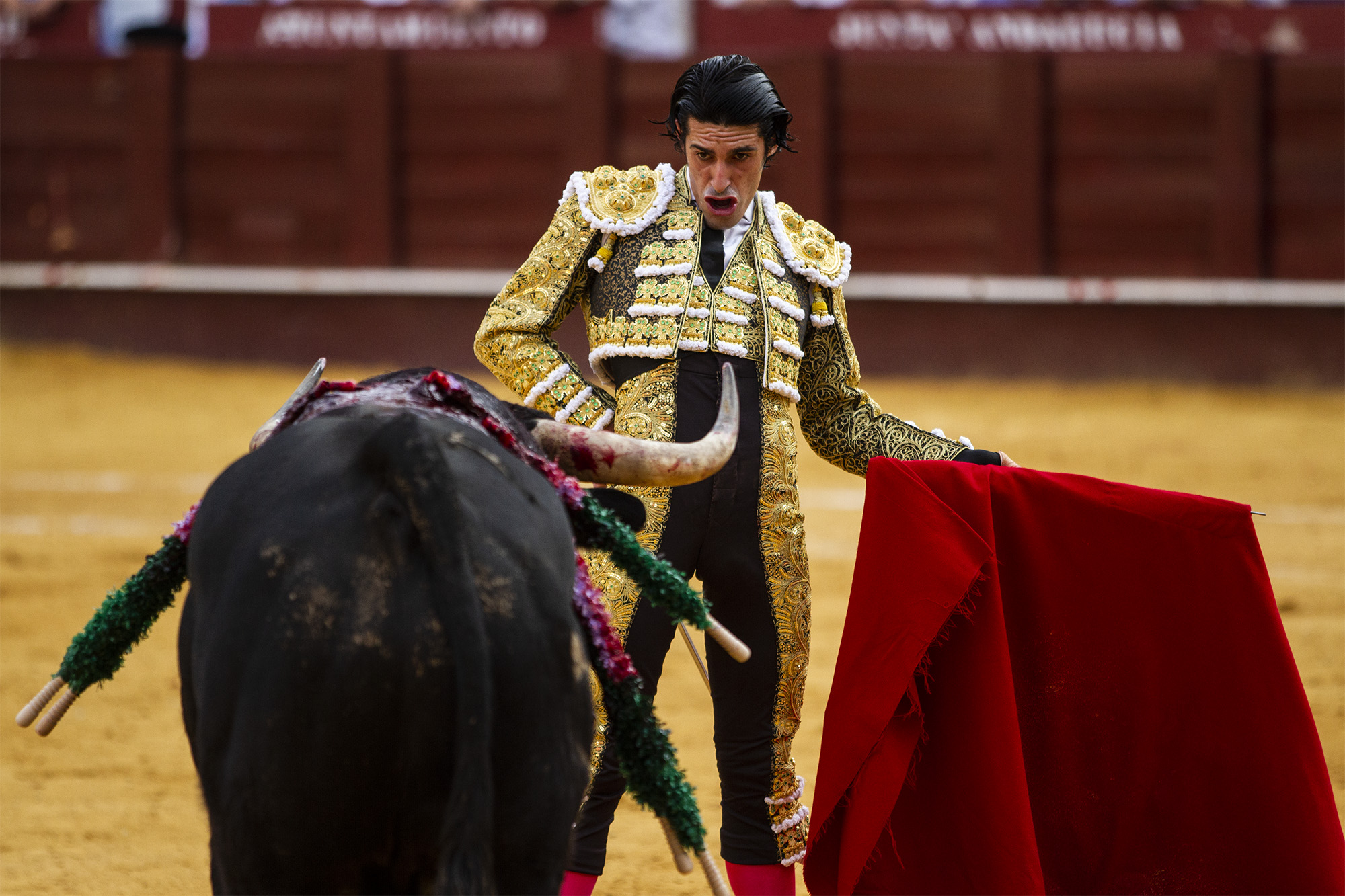
Cite para pase natural de Talavante

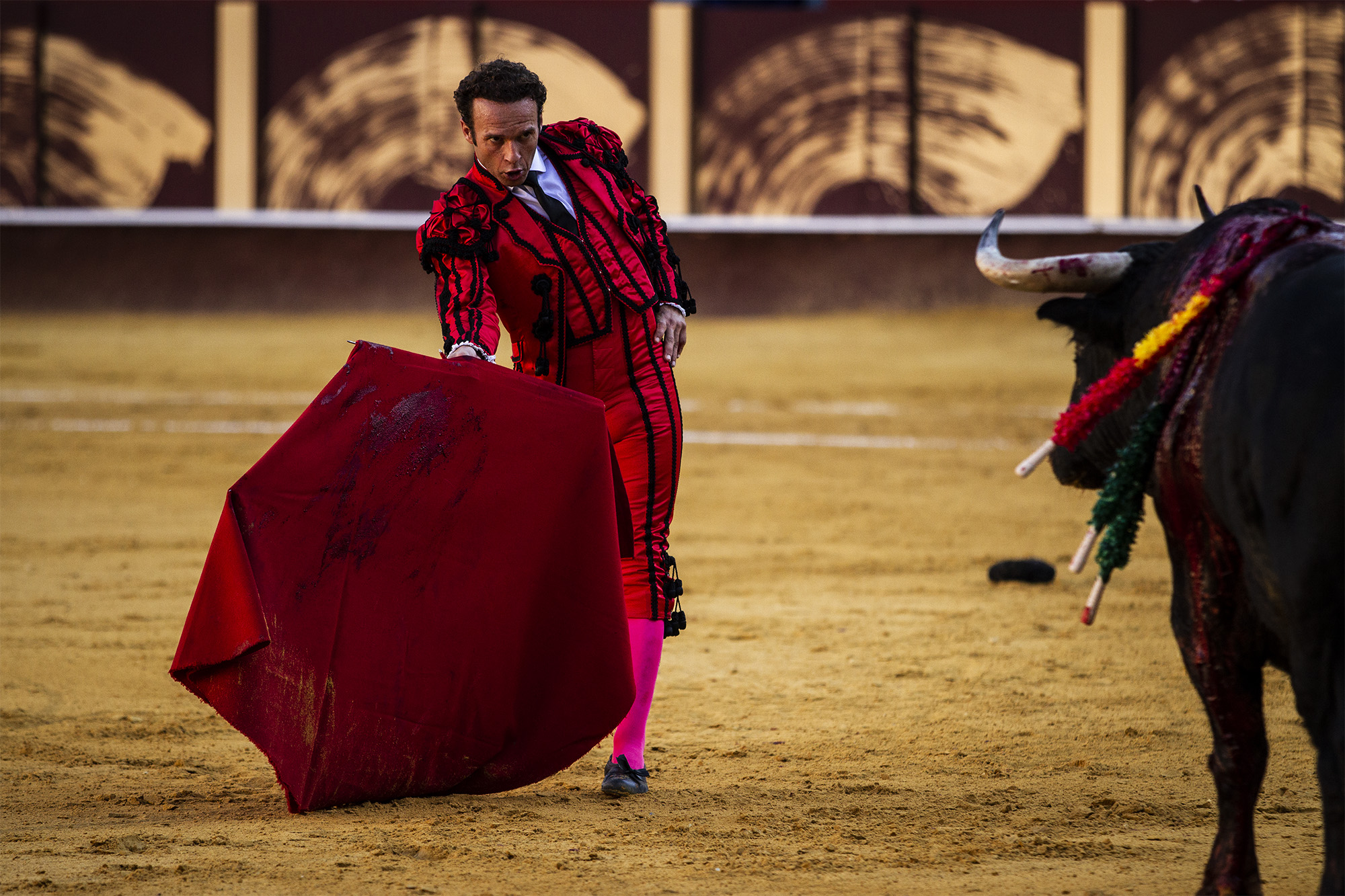
Cite para derechazo de Antonio Ferrera

Pero ese “a ser posible” terminará afirmándose como un requerimiento básico: entrando en detalles, no le convencen la chicuelina ni el toreo a pies juntos, “porque no se carga la suerte. Por el contrario, sí he sentido el echarme el capote a la espalda […] citaba, echaba la pierna para adelante y cargaba la suerte, así que era un toreo de más exposición, pues tiraba del toro con medio capote como si estuviera toreando con la muleta”. “Pero el toreo fundamental se hace a la verónica […] La verónica pura, la que rompe y domina al toro, es la que se da con las manos bajas, cargando la suerte y ganándole terreno al toro”. También la llama, por eso, “honda”.
Más de treinta años después, siguen siendo muy actuales las siguientes críticas, que afectan ya al uso de la muleta: “Dar los pases totalmente en redondo, eso no es el toreo; eso les gusta hoy a los públicos, pero a mí no. El pase debe darse cuanto más largo mejor, pero con el cite y con remate, quedándose uno colocado para el siguiente. El toro tiene que venir humillado, metido en la panza de la muleta y con la suerte cargada. La mayor parte de los toreros lo que hacen es descargar: tú citas por un lado o por otro, y en vez de echar adelante la pierna contraria lo que haces es echar la otra para atrás; y eso no es cargar, es descargar. El toreo bueno es aquel en que cargas la suerte y apoyas el peso sobre la pierna contraria; y la última parte del pase ha de permitir que el toro te deje colocarte de nuevo sin modificar el terreno, pues lo más clásico y lo más puro es que, en la faena, cuanto menos andes, mejor”.
Y un párrafo específico para el pase natural, dado con la mano izquierda, que, además, por su precisión, no deja lugar a dudas sobre cuál es la pierna “contraria”, la que carga la suerte: “Me gusta tanto el natural por su sencillez. El natural no es puro si no se carga la suerte. Yo lo he dado así siempre que he podido. Ahí está la pureza y el riesgo. Así me cogió el toro de Barcelona que era cinqueño y estaba corraleado, y me vio la pierna izquierda al cargarle la suerte”.
Y para finalizar: “Otro pase importante con la izquierda, que ya he dicho que es la mano que más me gusta, es el ayudado por bajo […] Hay que darlo despacio, sin pegar trallazos, y evitando que el toro te enganche la muleta. Así es conveniente darlo a mitad de la faena o, aún mejor, al final, como pase de castigo para afirmar el dominio y cuadrar al toro”. Y al respecto cuenta el caso de un día que, entrando a matar, pinchó. Y entonces: “Le di dos ayudados por bajo, uno por cada lado, llevando la muleta por debajo de los pitones del toro, cargando la suerte, templando y arrematando los pases. Ahora el toro me pidió la muerte, le cogí perfectamente los blandos y me dieron la oreja […] Y Gregorio Corrochano escribió en Blanco y Negro que esos dos pases habían sido lo más torero de esa tarde y de muchas tardes”.

### Marcial Lalanda
Marcial Lalanda, torero de época, largos años figura del toreo, se valió del polifacético catedrático universitario Andrés Amorós , para exponer su biografía y tauromaquia (como Luis Miguel Dominguín y Enrique Ponce), uno de cuyos capítulos es “La lidia”, y sus aportaciones sobre cargar la suerte son numerosas y se presentan rodeadas de detalles muy precisos (justo lo contrario que Ponce, que ni siquiera nombra el concepto en su capítulo “Arte y técnica del toreo”). Así, Lalanda: “El toro viene con fuerza y hay que embarcarlo, embrocarse, cargar la suerte… De este modo la suerte dura, más o menos, desde dos metros antes de que llegue el toro hasta un metro después. Basta con volver a cargar la suerte para ligar, sin tapar la vista del animal”.
“Al cargar la suerte habrá que inclinarse algo, oblicuamente, acompañando al toro [...] Absolutamente fundamental es cargar la suerte. Comparto plenamente en esto el criterio de mi amigo Domingo Ortega: a la trilogía clásica (parar, templar y mandar) debería añadirse este nuevo precepto, cargar la suerte. Como dicen los taurinos, echar «la pata p’alante» […] Hoy, por desgracia, lo habitual es lo contrario: descargar la suerte, echar la pierna atrás. Son dos mundos opuestos”.
Dentro de ese otro “mundo opuesto” destaca dos ideas: “El toreo a pies juntos es airoso, bonito, pero se hace con el toro que viene y va, se domina menos”. Y: “Con el toreo paralelo no puede cargarse la suerte”. Se debe entender “paralelo” como perfilero.
Continúa la exposición técnica: “El diestro ha de recibir al toro estando parado y, en el momento de «enganchar», cargar la suerte, adelantar la pierna contraria hasta el embroque y acompañándolo con todo el cuerpo: cintura, brazos, muñecas. El ideal es no enmendarse con los pies”.). Es decir, no moverlos, como ya estableciera Pepe-Hillo. “Cargar la suerte puede desembocar en ir ganándole terreno al toro, un paso en cada lance, hasta acabar en el centro de la plaza, o cerca. Eso es lo que nos enseñó Belmonte: una verdadera preciosidad. Las escasas veces que lo ve, el público no puede permanecer indiferente”. Al respecto es poco significativo que toreros prebelmontinos ya lo practicaran. El hecho es que Lalanda lo vio y lo aprendió del trianero, aunque él confiese haber seguido más la línea del otro gran maestro: Joselito. Y de hecho, bien sabido es que ambos genios del toreo, José y Juan, se contagiaron mutuamente sus técnicas y estilos.
Veamos ahora, para finalizar con él, una referencia autobiográfica concreta de Marcial: “Con el capote, yo toreaba mejor de rodillas que de pie, por raro que pueda parecer. Lo hacía cargando la suerte hasta el embroque. Lo solía hacer con una, pero también con las dos rodillas”. Presenta aquí el libro dos magníficas fotografías con una rodilla en tierra, y la otra, generosamente ofrecida al embroque, muy cargada, al modo del doblón que somete, pero con la capa: un recorte.

### Antonio Chenel,Antoñete
Antoñete, se mantuvo en los ruedos hasta los 65 años (y algunas excepciones más), aunque previamente tuvo que optar varias veces por la retirada. Triunfó ya desde novillero, pero alcanzó su mayor gloria en torno a los cincuenta años. El periodista taurino Manuel Molés recoge lo más notable de su biografía y su tauromaquia. Encabezando cada uno de sus capítulos se destacan unas “Gotas de Chenel”, en que va destilándose su tauromaquia. Una de las primeras es su definición de cargar la suerte: “Es cambiar el toreo lineal por la hondura y la profundidad, al cargar el cuerpo sobre la pierna contraria”.
Luego, en muchas ocasiones, los recuerdos del veterano torero incidirán en la importancia que este concepto ha tenido en su estilo de torear, desde novillero, como en Barcelona, en 1951: “No me enteré de nada hasta el quinto novillo. No sabía ni donde estaba. Pero en el quinto, el segundo mío, desperté y hasta hice dos quites: uno por verónicas con la pata p’alante y otro de frente por detrás cargando la suerte. Y corté una oreja”.). Como vemos, están los dos conceptos complementarios, tantas veces equivalentes en su significado. Y se repetirán, alternados o agrupados: “A un toro suyo [de Antonio Ordóñez] le hice el quite, me eché el capote a la espalda y daba lances como si fueran derechazos y naturales, echando la pata delante, cargando la suerte”. Algo muy semejante a lo rememorado por Rafael Ortega (supra).
Analiza luego, concretamente, el fundamental pase natural, en lo que respecta al juego de piernas y sus cargas: “Respecto a la apertura del compás, las piernas deben estar más o menos abiertas (ni mucho, ni poco), y con el medio pecho por delante. No haría falta decir que al echar la pierna adelante te obligas a cargar el peso del cuerpo en el muslo izquierdo, produciéndose en ese momento un cambio, ya que antes en el cite todo el peso se había cargado sobre la pierna derecha. Lógicamente, por obligación, o por el juego del peso del cuerpo, tienes que meter los riñones […] La suerte se carga… en el momento justo, cuando se embarca al toro, y el torero, girando su cintura, cambia la pierna de apoyo”. Dedúzcase que meter los riñones es adelantar, inclinado, el cuerpo entero, y que la parte más adelantada del torero será su cabeza. Sobre esto pueden observarse muchas fotografías de diversos toreros. En esa posición pasará por delante el toro y se creará la situación de mando, de dominio.
Y en definitiva, una conclusión del torero madrileño: “En el toreo la mano izquierda es la verdad. Es lo más limpio y lo más difícil. Con la izquierda se torea sin ventajas y todo es más puro. Para torear con la derecha hace falta echar mano de una espada. No es lo mismo. Con la izquierda basta con sujetar un trapillo rojo, dar el pecho y echar la pata p’alante”.

### José Tomás
José Tomás es el único torero vivo, y en activo, de esta selección (los últimos ocho años ha toreado en contadas ocasiones y se desconocen sus proyectos para la temporada 2020). Es la última gran figura revolucionaria del toreo, con sus mayores triunfos a finales del siglo pasado y a comienzos de este, y sus sonadas reapariciones. Público, críticos, artistas e intelectuales diversos le han envuelto en la aureola de mito.
Por su conocido hermetismo no hay muchas declaraciones suyas, y las que han aparecido quedan referidas a ciertos contextos o a faenas concretas, sin mención a cargar la suerte. No obstante, por su interés, veamos alguna. Tras su retirada en 2002, y su anuncio de reaparición cinco años después, la escritora Almudena Grandes publica un reportaje bajo el titular de una frase suya lapidaria: “Vivir sin torear no es vivir” (El País semanal, 27 de mayo de 2007). Antes de la cogida casi mortal en Aguascalientes, estando ya en Méjico afirma: “El toro tiene que pasar por donde tú quieres y quedarte quieto aunque te lleves la cornada” (Entrevista de Jacobo García, El Mundo, 10 de octubre de 2007, pg. 58). Y cuando años después escribe el breve libro “Diálogo con Navegante” [nombre del toro de Aguascalientes] declara: “En el ruedo no valen las medias tintas, vale el compromiso, la muerte está presente […] A más compromiso, más riesgo; y a más riesgo, más arte” (I. del Prado. La Razón, 24 de mayo de 2013, pg. 67).
Es preciso adelantar esas visiones personales del torero en vista del extraño vacío que los numerosos libros sobre José Tomás presentan respecto al tema de este artículo, cargar la suerte. Esos libros se recrean en alto grado sobre la interpretación del éxito de Tomás, la pasión popular, su distanciamiento respecto a la prensa y al sistema empresarial (en parte por su negativa a ser televisado), los vetos que soporta por entreverados intereses, que generarán controversias; y se caracterizan sobre todo por una visión sociológica e incluso política, metafórica y mágica, muy literaria, del torero, mitificándolo (y también desmitificándolo). Salen a relucir, por supuesto, sus grandes méritos: el valor, básicamente devenido del sitio donde se pone; su estatismo o quietud, el temple (un punto sin embargo débil para sus detractores, que numeran sus enganches y desarmes), la ligazón, la profundidad, y paradójicamente, en principio, la verticalidad; el toreo a pies juntos, el cite de frente (desde las gaoneras, pasando por el natural, las manoletinas...); el dejarse coger antes que rectificar (que algunos han interpretado como deseo de morir, idea negada rotundamente por el torero), su muñeca, su cintura… y su conexión emocional con el público. Pero no aparece la característica fundamental de cargar la suerte.
Ni siquiera los grandes toreros consagrados, al opinar sobre él, emplean el término directamente, aunque ya ponen algo sobre la pista en la cuestión. Así, Diego Puerta: “No se parece a nadie. Tiene mucha casta, pero también esa mano izquierda, cómo espera al toro y lo lleva… Es muy fuerte al natural, tiene mucha personalidad”. Antoñete: “Hay dos Tomás. Uno torea limpio, como los ángeles. Con la mano por bajo, da el pecho a los toros y da gusto verle. Pero está el otro, el de las trincheras, el de tocan arrebato, el que atropella la razón”. Paco Camino: “Lo que pasa es que es más responsable que los demás y se pasa el toro más cerca que el resto […] Se pone en un sitio donde no nos poníamos ni nosotros. Ese valor, esa cabeza fría no la he tenido yo” (Todos ellos en El País, 23 de julio de 2008, pgs. 2 y 3 de la “Revista de verano”, en artículo de Quino Petit).
Hay pues que recurrir a crónicas sobre sus faenas y forma de torear, comprobando que José Tomás es un caso singularísimo en la historia del toreo, precisamente en cuanto a cargar la suerte. Porque tiene dos formas muy distintas de hacerlo: la clásica y la personal (llamémosla todavía así). El contraste entre ellas ha producido, como hemos visto, una considerable neutralización del concepto. Pero no absoluta. Debe aclararse primero que no se trata de distinguir entre compás abierto o cerrado, cuestión que ya vimos debatida en tiempos de Bombita, por lo que ambas formas podrían considerarse clásicas. Por eso dice Carlos Abella de Tomás: “su capote ha tenido una verónica clásica de manos bajas a pies juntos, o de inspiración rondeña con el compás abierto y cargando la suerte”. Aunque lo cierto es, tras el análisis realizado hasta ahora (y el que seguirán haciendo, infra, los críticos y ensayistas), que modernamente se entiende como la verdaderamente clásica, y en general más auténtica, la posición del compás abierto y la pata p’alante, precisamente porque permite marcar mejor la carga de la suerte, o lo que es lo mismo, la situación de mando o dominio. Respecto a esta, no se puede dudar (inmediatamente se referenciará) que José Tomás, sobre todo toreando a la verónica y más aún al natural, es un consumado especialista en lucir la carga de la suerte tal como la hemos visto descrita de forma tradicional, clásica, por muchos de los toreros precedentes, y veremos más tarde por los teóricos aún con mayor detalle. Respondería al canon: citar, parar, templar, cargar y rematar. Históricamente, el primer tiempo provendría verbalmente del ideario de Rafael Ortega, y el último, de Guerrita.

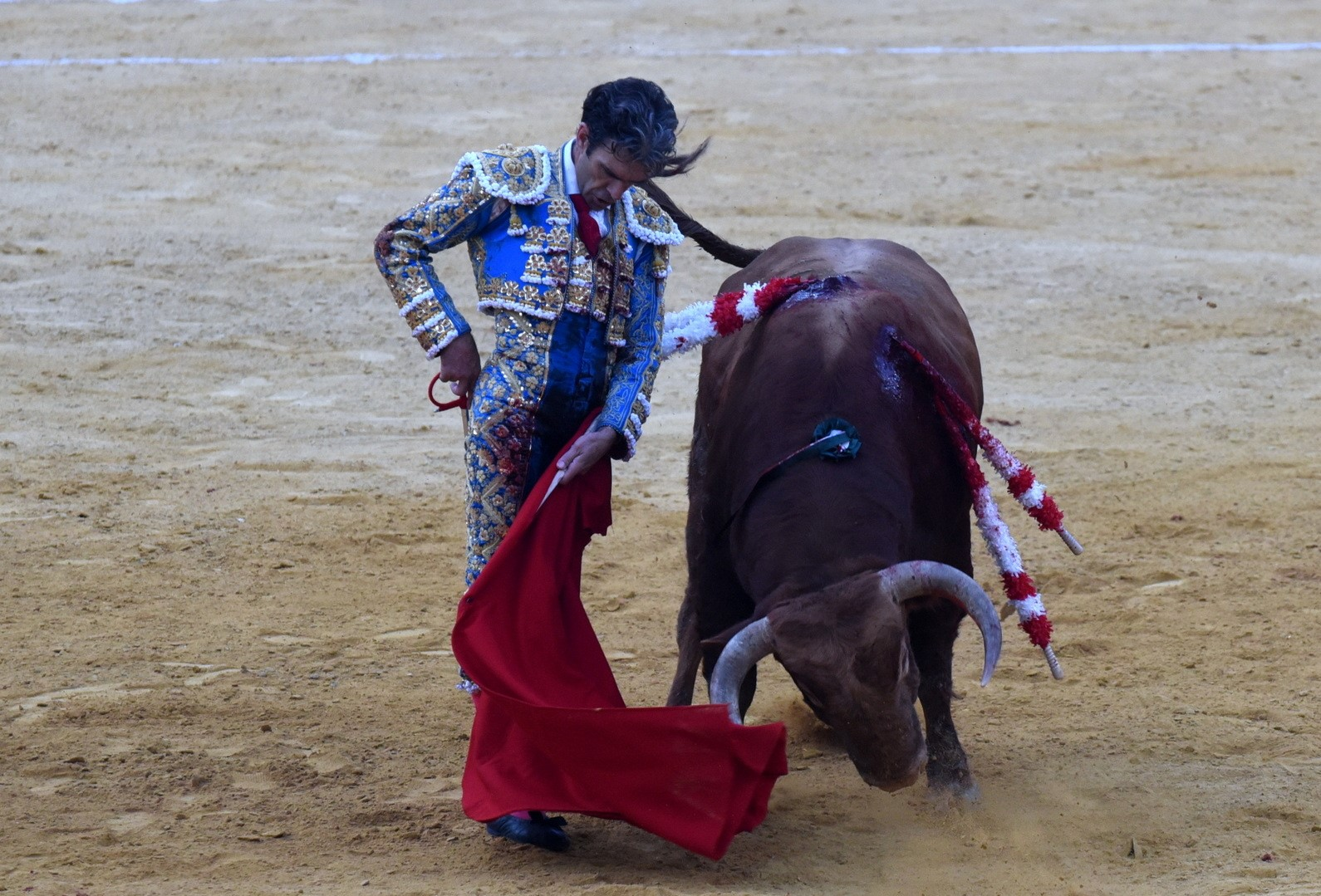
Trincherilla de José Tomás

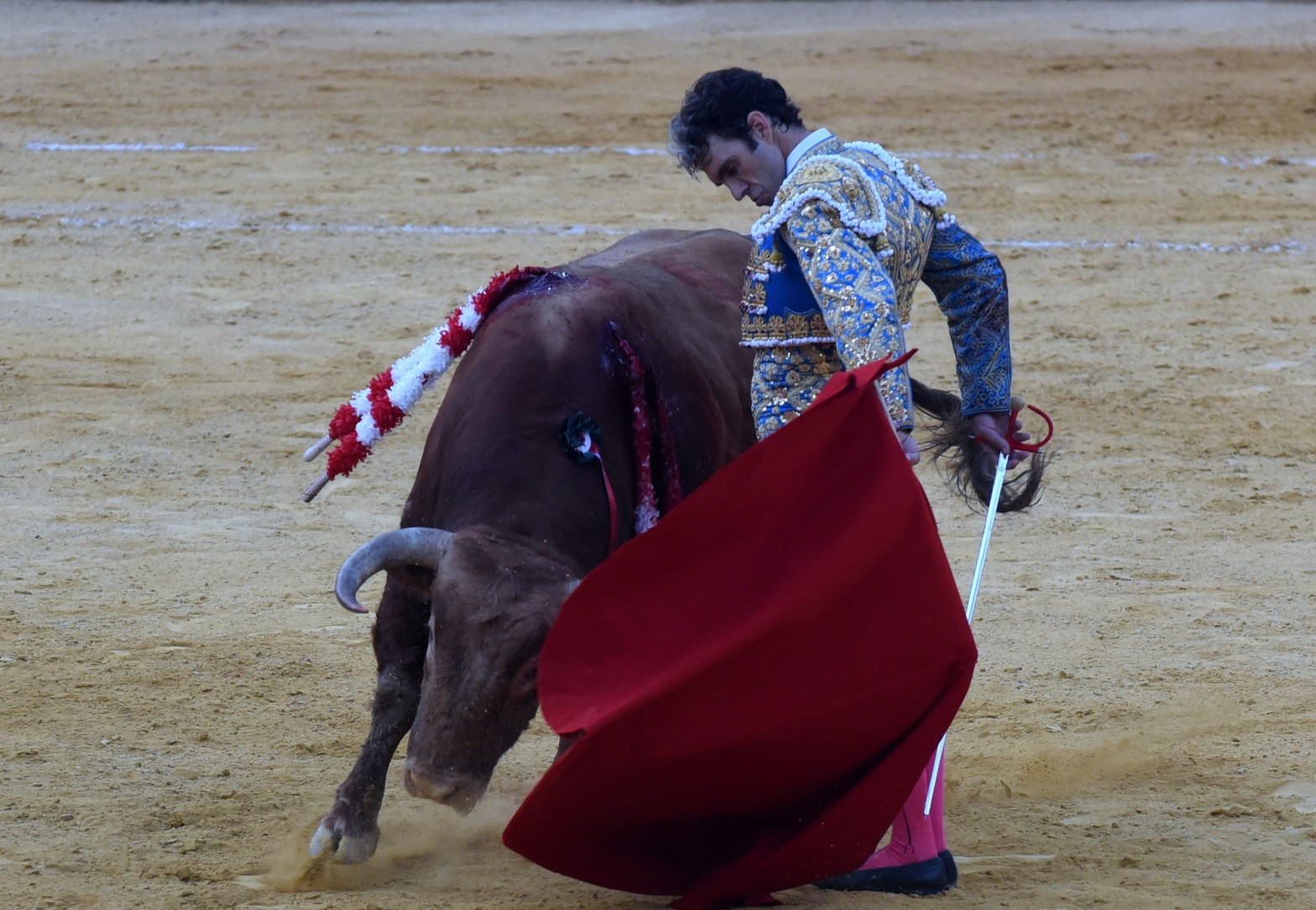
Natural a muleta cambiada de José Tomás

Pero es otro el punto de vista que se debe exponer aquí sobre el tema, porque afecta a un concepto muy amplio de la tauromaquia de José Tomás. De este torero se ha subrayado su frecuente verticalidad como influencia estilística de Manolete, muy admirado por Tomás (sobre todo por su personalidad, en general). Y ya vimos qué opinaba Manolete sobre cargar la suerte: era una ventaja para el torero. Y por otro lado se ha insistido en que gran parte de la emoción que contagiaba José Tomás al público provenía de los terrenos que pisaba. Esta es la cuestión clave, su forma personal de cargar desde la verticalidad y la quietud, pero en unos terrenos de alto riesgo: esa posición, ese sitio, es otra manera de cargar la suerte, con el cuerpo entero. Repásese la última cita que se hacía en el epígrafe de Bombita. Y así lo ve ahora, cierto es que singularísimamente, Pablo G. Mancha respecto a José Tomás y El Cid: “Pisar un terreno donde el toro, o [sic] obedece la muleta o coge al torero. Es decir: cargar la suerte; es decir, situarse en ese sitio fatídico […] cuando el toro tiene donde elegir: la carne del matador o el trapo”.
Es el sitio de las cornadas, que jalonarán la carrera de Tomás desde sus primeros triunfos: “El de Los Bayones era un zambombo de 700 kilos […] El toro trataba de achicar terrenos en una guerra de avance y movimientos, mientras José Tomás establecía una guerra de posiciones, es decir, no ceder ni un centímetro […] y al final de una tanda soberana, tanto se juntaron los terrenos del torero y toro que el pitón derecho sí hizo sitio en la carne de José Tomás” (Javier Villán, El Mundo, 3 de junio de 1997. Pg. 58). En esa tarde de Las Ventas, el periodista y ensayista Rubén Amón y el propio apoderado del torero apuntaban que fue una racha de viento la causa de la cornada (Ibídem). En efecto, fueron estos dos críticos, junto con Zabala de la Serna, los que mejor apuntaron en la dirección que aquí se sostiene: “Este José Tomás explica cual es la teoría de los terrenos, la teoría de pasarse el toro por la faja […] una lección torerísima de cómo torear a un manso, de sentido de los terrenos […] Otra lección magistral, esta vez con un toro encastado […] verónicas ceñidísimas, estatuarios de escalofrío, naturales de clamor” (Javier Villán, El Mundo, 29 de mayo de 1998. Pg. 62). Y Rubén Amón, en esa misma tarde, de Puerta Grande en Las Ventas: “Nadie pisa el terreno de José Tomás, es decir, que ningún otro matador puede asentarse en el espacio natural del toro con parecida suficiencia, seguridad y aplomo” (Ibídem).
Aunque no son los únicos. El maestro de la crítica taurina Joaquín Vidal ya había apuntado a dos formas distintas de toreo emocional, aunque solo aplicaba el concepto carga, léxicamente, en el sentido tradicional: “El toreo no ha muerto. El toreo es tal cual lo realizó José Tomás […] Se cruzó con el toro, cargó la suerte, ligó los pases y tal como lo hacía iba provocando una conmoción que acabó en delirio […] Volvió a ceñir naturales, ahora desde la verticalidad, la quietud, la majeza y el temple” (El País, 28 de mayo de 1997. Pg. 46). Y asimismo Vidal: “Y el artista se complació en torear despacio, ligar naturales ora cargando la suerte ora juntas las zapatillas” (El País, 19 de mayo de 1999. Pg. 51).
Porque la tauromaquia de José Tomás, en sus mejores momentos (ninguna tauromaquia de los grandes toreros se basa en sus malas faenas), es siempre así: una ecléctica combinación de clasicismos, aportando un nuevo contenido al tradicional concepto de cargar la suerte, en virtud de unos terrenos muy comprometidos, desde la verticalidad inspirada en Manolete, pero con las demás características habituales de la carga (quietud, temple, mando, desviación de la trayectoria del toro, ligazón) y muy particularmente aportando “tanta hondura y tan estremecido sentimiento” (Joaquín Vidal, El País, 29 de mayo de 1998. Pg. 51). Desde sus comienzos lo supo ver así Rubén Amón, en su artículo “Revelación prodigiosa”: “Tauromaquia ortodoxa, pura y sobria, cuya esencia descansa en el esplendor del toreo natural […], la hondura que subraya el desenlace de las suertes […], la seguridad con que pisa los terrenos” (El Mundo, 28 de mayo de 1997. Pg. 56). Dos años después escribía Juan Soto Viñolo en Aplausos: “José Tomás volvió a desplegar su tauromaquia vertical y mágica, llena de temple y seriedad, ejecutando lo que Dominguín llamó la difícil facilidad”.
O Antonio Lorca en El País, cuando Tomás sale por primera vez por la Puerta del Príncipe sevillana, en el año 2001: “El sitio que pisa Tomás y la forma de interpretar el toreo pertenecen a otro mundo […] es pura ortodoxia que combina a la perfección el arte y el valor […] toreó por naturales de frente y dejó en el ambiente el gusto eterno del toreo auténtico, profundo, templado”. No hay necesidad de aclarar que las verónicas a pies juntos, los estatuarios, las manoletinas, ya citados, o esos “naturales de frente” no pueden cargar la suerte al modo tradicional. Son profundos y emocionantes por su composición general, pero sobre todo por el sitio, por el terreno escogido para ejecutarlos. Quince días después vuelve a salir José Tomás por la Puerta Grande de la Maestranza. Y dice Joaquín Vidal: “paradigma de la quietud”. Y el buen torero que fue Juan Posada, tras retirarse, periodista, ensayista y cronista taurino en La Razón: “Un toreo estético y estático, aliñado por su gran personalidad […] labor de escalofrío por la impavidez del torero, que, sin enmendarse en ninguna ocasión, salvó tarascadas simplemente con la muleta, que para eso está”. Posada, que ya había escrito: “Se cruzó con sus toros, dio el paso adelante, colocó la muleta en su sitio y dejó llegar a los toros casi hasta las ingles” (La razón, 18 de junio de 1999. Pg. 64). Tanto con estas como con aquellas palabras parece evocar el tercer elemento de la trilogía de Belmonte: mandar, que ya hemos visto asimilada a cargar la suerte, y la veremos disimilada también, por el propio Posada y por otros.
Después de aquella Feria de Abril sevillana, Alberto Fernández-Salido (La Razón, “Reporter”, 20 de mayo de 2001. Pgs. 40-42), interroga sobre Tomás a cuatro grandes críticos taurinos. Veamos algunas respuestas. Ignacio Álvarez Vara, Barquerito:  “Pisa unos terrenos que dan pánico […] siempre le ves al borde del abismo […] se pasa los toros más cerca que nadie”; Juan Posada: “Cuando se torea en los terrenos donde lo hace José Tomás yo no paro en el tendido”; Joaquín Vidal: “Se necesita mucho valor para hacer el toreo puro […] se apropia de un espacio sagrado que pertenece al toro”; Javier Villán: “Antepone la superación del temor a la muerte”.
Y esto terminó muchas veces bien, pero otras no pudo evitar la cornada. De ahí las declaraciones del propio torero en Televisa, Méjico, cuando le pregunta el periodista si prefiere la cornada o dar un paso atrás: “Prefiero que me den la cornada. Bueno, es difícil esa elección. Tú cuando piensas que un toro puede pasar por donde tú quieres que pase, pero para ello te tienes que quedar quieto, asumes el riesgo de la cornada”. También deben destacarse estas palabras del torero, interpelado en 6Toros6 por José Luis Ramón sobre si su verticalidad es un fin o un medio en su toreo: “Un medio, sin duda. Yo nunca la busco como culminación de mi toreo, y si tengo que sacrificarla para llevar a un toro más largo, lo hago”.
El sitio, el terreno, la quietud, la verticalidad (a veces también con el compás abierto), el valor, tantas veces caracterizadores de la tauromaquia de José Tomás, implican un nuevo matiz en el concepto de la carga de la suerte con el cuerpo entero, que ya hemos visto también que conlleva frecuentemente la desviación in extremis de la trayectoria del toro, mandando, dominando con enorme riesgo y transmitiendo por tanto gran emoción al público. Como, por cierto, también transmitía Manolete, aun renunciando a la “ventaja” de cargar la suerte, porque llevaba la proximidad al toro a extremos desconocidos. Y en Tomás, con mayor motivo que en Manolete, sería impensable hablar de “ventajas” en ninguna de sus dos formas de cargar. Leamos al empresario y ex torero Simón Casas sobre la encerrona de seis toros en Nimes: con el sexto toro (habiendo ya triunfado apoteósicamente en los cinco anteriores), “lleno de vicios […] el único objetivo del torero era ganar, pase tras pase, algunos centímetros de terreno, hasta poder pegar sus muslos a la punta de los cuernos de un animal obligado a rendirse poco a poco”.
Finalicemos ejemplificando con dos grandes cronistas que supieron reconocerle todos sus méritos y también criticarle con dureza sus malos momentos. Escribe Javier Villán sobre una faena de Puerta Grande en Madrid: “José Tomás se dio cuenta de que no hay que ponerse en el camino del toro a topacarnero, sino descarrilarlo […] Luego, la teoría del tancredismo: citó José Tomás, rectificó el toro, se paró, se quedó fijo en la pechera del torero y este no se quitó. Aguantó, y un soplo mágico desvió la embestida del bicho, que le pasó cerca, cerquísima” (El Mundo, 19 de mayo de 1999. Pg. 72). Sobre esta faena comenta uno de sus compañeros de terna, José Miguel Arroyo, Joselito: “Se ha jugado la vida de verdad, sin aspavientos ni concesiones a la galería”, palabras de rivalidad honesta que sitúan el toreo de José Tomás muy ajeno al tremendismo.
Y por último, la visión de Zabala de la Serna, entusiasta de Tomás durante lo que él llama “el trienio cabal” (1997-99), pero luego más crítico, aunque también objetivo, o de nuevo entusiasta, censurando a los que “no habían percibido la hondura ni la flexibilidad de su cintura, los terrenos minados que pisaba, la muleta adelante, generosos los muslos […] Y con la verdad en la izquierda y el valor en la montera jugó sobre el borde del precipicio, en el filo del abismo”, con un astifino toro de Alcurrucén (ABC, 29 de mayo de 2002. Pg. 98). Y tras su retirada de cinco años, al reaparecer, Zabala titula: “Y el mito se hizo carne en Barcelona”, y ve así su toreo: “Muñeca mágica, anclada la planta en el fondo del ruedo. Tremendos los naturales. Indescriptibles. Cegadores y hondos […] Otra vez Tomás cautivaba con las armas que irrumpieron a finales de los noventa en la historia de la tauromaquia […] la muleta mecida, los riñones encajados, el cante grande” (ABC, 18 de junio de 2007. Pgs. 75-76). Pasión crítica que se culmina en Madrid: “José Tomás es el toreo. José Tomás es el toreo puro y absoluto […] ¿Qué es torear? Parar, templar, mandar y cargar la suerte. ¡Cargar la suerte! La faena crecía, el público se fundía, se derretía […] Enfrontilado con la izquierda, con todas las ventajas para el toro, el personal se frotaba los ojos… a pies juntos fluyó un caudal de naturales” (ABC, 6 de junio de 2008. Pgs. 100-101).
En fin, ese toreo de dominio con riesgo y emoción en terrenos impensables es lo que se ha llamado, en este análisis, carga de la suerte personal, con el cuerpo entero, sin adelantar la pierna de salida, que debe sumarse a la tradicional, echando la pata p’alante, de forma que la tauromaquia ecléctica de Tomás opta muy frecuentemente por adelantar la carga al primer tiempo del canon: cargar, citar, templar y rematar. Por eso, se amplia adecuadamente el concepto de cargar la suerte, no solo en este torero, sino en cualesquiera otros que consigan el dominio, el mando del animal, con la exposición corpórea en un terreno que transmite una verdad torera que se convierte espontáneamente en comunicación emotiva, como ocurre con la pureza de la carga de la suerte clásica. Es lo que se ha hecho en la entrada de este artículo al exponer anticipadamente matizaciones que, en este epígrafe, ya con más detenido desarrollo, amplían la definición taurómaca de cargar la suerte, una de las normas fundamentales del toreo. Leamos, como cierre, unas palabras de Juan Posada: "Si creyera en la reencarnación, apostaría que [José Tomás] en su otra vida fue torero o vio torear a las grandes figuras que establecieron las normas básicas del arte de torear" (La Razón, 19 de mayo de 1999. Pg. 59).

## La visión del concepto por los ensayistas taurinos
El lector dispondrá a continuación, como información, y para su propia valoración del concepto definido en este artículo, de la visión crítica sobre cargar la suerte de los siguientes ensayistas: Amós Salvador, Federico Alcázar, Gregorio Corrochano, Claude Popelin, Guillermo Sureda, Pepe Alameda, Juan Posada, Joaquín Vidal, Salvador Balil y Nicolás Sampedro. Tampoco aquí, como en los toreros, están “todos los que son”. Se hace una brevísima introducción biográfica de cada uno, y en general se puede apreciar una tendencia descriptiva más detallada que en los toreros. Todos hacen aportaciones con detalles que, sumados, enriquecen sumamente el concepto estudiado, sobre todo en su versión clásica, tradicional, pero aportando algunos también bases para la aceptación de una forma distinta de entender la carga de la suerte, en línea con lo expuesto en este artículo.

### Amós Salvador
Amós Salvador y Rodrigáñez, Ingeniero de Caminos que ejerció varios ministerios en los gobiernos de Sagasta e ingresó como miembro en varias Academias, escribió su Teoría del toreo en 1908, cinco años antes de la alternativa de Juan Belmonte, y por tanto con anterioridad a que este formulara su famosa trilogía del toreo: parar, templar y mandar. Belmonte no podía conocer la trilogía fijada previamente por Amós Salvador, pues la publicación por entregas en el diario “La Voz” de la Teoría del toreo se retrasó varios años y no fue editada en libro, por la Unión de Bibliófilos (210 ejemplares), hasta 1962. Pero Amós Salvador había propuesto esta otra trilogía, aclarando que servía para todas las suertes: citar, cargar la suerte y rematarla. Varios estudiosos posteriores asocian ambas trilogías por la evidencia de la relación entre cargar la suerte y mandar. 
A. Salvador se explica así: “La primera necesidad es fijar la vista del toro y obligarle a tomar la suerte, que es a lo que se llama citar […] pero apenas inicie el movimiento, se hace forzoso quitarlo del cuerpo, echarlo fuera y señalarle un terreno y una salida, todo lo cual se comprende en la frase «cargar la suerte», y conseguido esto se hace necesario rematarla, que consiste en dejarlo a la distancia que conviene […] y prepararse otro lance”. La otra posibilidad que tiene el torero es apartarse, salirse de la suerte y dejar pasar al toro en su “dirección natural”, lo cual supone que “el que resulta toreado es el torero”: anticipa lo que ya hemos visto y veremos llamar “descargar la suerte”.
Sobre Amós Salvador, vid "Enlaces externos".

### Federico Alcázar
Federico M. Alcázar,que posteriormente fue cronista taurino del diario Madrid, publica su Tauromaquia moderna en 1936. Durante varios años, desde la retirada definitiva de Belmonte en esa misma fecha, Alcázar gozará de un prestigio generalizado. Al definir “cargar la suerte” reproduce la definición de Paquiro, que ya analizamos. Sin embargo, coherentemente con su postbelmontismo, aporta una descripción técnica de los pases cargados que conducen a la ligazón moderna: “el toro pasa en sentido longitudinal paralelo al pecho y se le carga la suerte un poco hacia adentro, dejando en disposición de avanzar la pierna hacia fuera y ligar la suerte. Si se le carga la suerte hacia fuera, como indican las tauromaquias clásicas, se corre el riesgo de que se marche la res y el toreo pierda sus virtudes más relevantes: continuidad, trabazón, coherencia”.

### Gregorio Corrochano
Gregorio Corrochano se convierte en un prestigioso cronista taurino de las épocas que él mismo llamó “Edad de oro del toreo” y “Edad de plata”, entre 1914 y 1936. Pone la frontera entre ellas con la muerte de Joselito en 1920. Su gran labor ensayística taurina es bastante posterior. Despliega su tauromaquia a través de un libro, ¿Qué es torear?, de 1953, que ampliará sustancialmente con nuevos temas a lo largo de su vida, pero de publicaciones póstumas, siempre con gran conocimiento de causa.
Corrochano dedicó mucho espacio e intensidad al tema de cargar la suerte, lo que obliga, por su interés, a profundizar con él. De hecho, toma de Paquiro dos conceptos en los que este insistía reiteradamente para afirmar: “Son, pues, dos normas fundamentales, colocarse de frente y cargar la suerte”. En efecto, reniega del toreo de perfil, “medio toreo” sin mando sobre el toro, aunque hace una importante matización: “El paralelismo del toro y el torero –el perfil–, sólo debe darse en el centro de las suertes. Cuando el torero que tomó al toro de frente, va girando y, en el momento en que el toro le pasa, los dos estarán de perfil y en líneas paralelas, para que pueda cargarse la suerte y el toreo adquiera más desarrollo, más mando, más eficacia […] Al toro hay que citarle, hay que empaparle en la muleta, hay que llevarle toreado antes de llegar al terreno que pisa el torero, hay que cargarle la suerte y hay que mandar y rematar”.

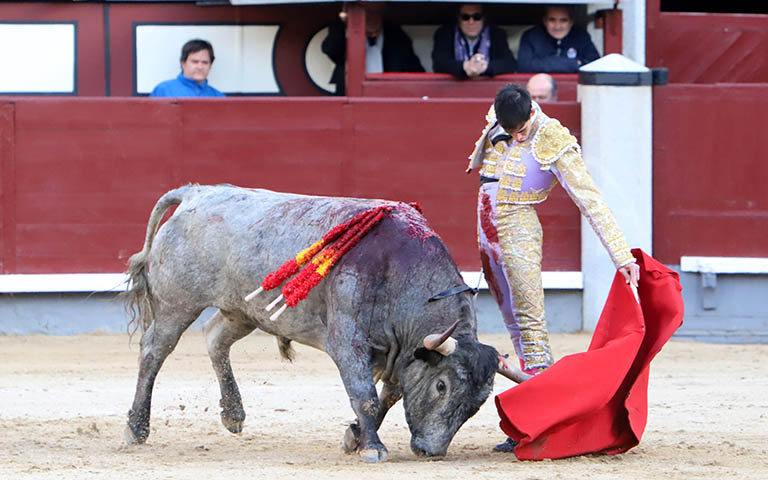
Natural de Fortes

De la importancia del temple en ese proceso hablará después. Y en concreto al referirse al pase natural realiza una descripción muy precisa, que debemos abreviar: “Le adelanta la pierna contraria, o sea la derecha […] y entonces el torero, adelantando un poco la mano izquierda […] embarca al toro en la muleta […], se lo trae, se lo pasa por delante, mientras va girando la cintura al compás del toro y del pase, acompañando al toro en el viaje […] Una vez que el toro ha llegado al centro del pase, se carga la suerte sobre la pierna izquierda, y se va levantando el pie derecho, que al rematarse el pase, avanza en un paso y se queda en posición, colocado para ligar el pase natural siguiente…”.
Lo dicho hasta aquí por Corrochano está tomado del libro primitivo ¿Qué es torear? Introducción a la tauromaquia de Joselito, de 1953. Cuando lo amplía para añadir una “Aproximación a la tauromaquia de Domingo Ortega”, uno de sus capítulos, “¿Qué es cargar la suerte?”, profundiza en el concepto: “Cargar la suerte es indicarle al toro el camino y obligarle a seguir ese camino. ¿Se puede torear sin cargar la suerte? Aparentemente sí, en puridad, no”. Y sigue: “Torear es mandar en el toro, hacer lo que se quiera del toro, tener el toreo en la mano; si no se manda en el toro, si el toro no va por donde quiere el torero que vaya, no torea el torero, el que torea es el toro. Y no se puede mandar al toro si no se carga de la suerte”. O aporta este preciso contraste entre cargar y descargar la suerte: “Para llevarle donde él quiere que vaya tiene que mandarle, y para mandarle tiene que cargar la suerte. ¿Cómo? Adelantándole la pierna por donde ha de pasar y salir el toro, sin mover la otra. ¿Cuánto? Lo que haga falta, según las condiciones y estado del toro. Pero siempre hacia adelante, nunca hacia atrás. Con el paso hacia adelante el torero se acerca más y carga la suerte; con el paso hacia atrás se quita un paso al toreo y se descarga la suerte; hacia adelante se acentúa el toreo; hacia atrás se destorea; hacia adelante se manda en el toro; hacia atrás se pierde el mando […] y el torero tiene que enmendarse y no puede ligar”. Y remacha para terminar el capítulo: “Conclusión: torear sin cargar la suerte no es torear”.
Como ha podido comprobarse, Corrochano se alinea con la línea estricta que han apuntado los grandes toreros Marcial Lalanda, el propio Domingo Ortega, Rafael Ortega, Antoñete… o más bien al contrario, porque, menos Domingo, todos ellos se expresaron después del fallecimiento de Corrochano y de toda su obra póstuma, que demuestran conocer, pues le citan con frecuencia. Tal fue su grado de agudeza crítica, y de influencia.

### Claude Popelin
Como ensayista taurino francés, Popelin se integra en este artículo por su prestigio de ensanchar el acervo cultural taurómaco. Han sido traducidas sus obras, y la que se aprovecha aquí es El toro y su lidia. Tuvo relaciones de amistad con muchos toreros, con Hemingway…
Respecto a cargar la suerte destaca cuestiones que amplían el concepto: “El detalle capital está en que el toro, que venía en línea recta hacia el hombre, se ha desviado, por voluntad de este, hacia una línea oblicua de más o menos grados. Este paso forzado de la recta a la oblicua es lo que se llama cargar la suerte”. De lo que deriva la conclusión de que al forzar el torero ese recorrido oblicuo “impone su voluntad al animal y lo dirige, exponiéndose a una cornada al menor error o distracción por su parte. El torero está a la expectativa en tanto el toro avanza hacia él en línea recta. En realidad no torea auténticamente hasta que le desvía por el camino oblicuo”. Pone como ejemplo de torero fiel a esta “escuela” a Pepe Luis Vázquez, y apunta que quienes cargan la suerte “se ven obligados a cortar su faena de muleta mucho antes”.
Y no es extraño que Popelin destaque a Pepe Luis Vázquez. También lo hace Marcial Lalanda, cuando sostiene que ese torero, “después de Joselito, es el más importante que he visto en mi vida. Fue desde luego el más hondo […], poseía el tesoro de una increíble facilidad para ver los toros”. También lo veremos infra, con muy distinta visión, pero también laudatoria, en el epígrafe de Juan Posada. O colaborando en la edición francesa de una Tauromachie de Goya.

### Guillermo Sureda
Guillermo Sureda Molina, que escribió sobre diversas disciplinas (literatura, historia, mitología), hizo amplia labor crítica, ensayística y biográfica en tauromaquia. Opinaba que “en el toro casi todas las normas son, por lo menos, discutibles, porque son contingentes y mutables”. Por mantener esa actitud, Paco Aguado le sitúa, junto a Pepe Alameda (siguiente escritor), como “crítico heterodoxo” (vid infra, pg. 13 del prólogo).
De su último ensayo, Tauromagia, (Capítulo I, VII) salen estas palabras: “La suerte debe cargarse cuando el toro, ya arrancado, ya en plena carrera, va a meter la cara en los vuelos de la muleta, en la panza de la franela. Es entonces cuando morosamente, recreándose en la suerte –y no dando un zapatillazo, ni abriendo el compás exageradamente para goce de los ignorantes–, el torero debe avanzar la pierna de salida para que el toro tenga que cambiar la trayectoria en plena galopada, en su momento central, quebrándola”. Y matiza: “La suerte no se carga si la pierna de salida se adelanta cuando el toro está todavía parado o acaba de iniciar la embestida. De esta manera lo único que consigue el torero es descuadrarse de la cara del toro, descentrarse de ella, sin que el animal cambie su viaje”.
Después reproduce y contrasta las ideas opuestas de Domingo Ortega y de Manolete, y apunta que “precisamente por radicales, ninguna de ellas está en posesión de la verdad”. Y lo razona tajante: “Ni siquiera la cargaba, por lo menos en su segunda época, el mismo Domingo Ortega, ya que lo que hacía era tener ya adelantada discretamente la pierna de salida cuando citaba al toro. Y hay muchos toreros –por ejemplo, Paco Camino– que como mejor torean es con el compás abierto, pero sin cargar la suerte. No creo, pues, que sin cargar la suerte no se pueda mandar, ni por tanto torear; se puede torear, y muy bien. Por otra parte, tampoco creo que cargar la suerte sea, como dice Manolete, una ventaja. Ya hemos dicho que la suerte se debe cargar sin avanzar mucho la pierna de salida […] Si se hace así, la cercanía del toro no sólo no se altera, sino que toro y torero se centran más, se reúnen más”. Y aporta, finalmente, un apunte: “Con el capote, por motivos puramente estéticos, puede cargarse más”.

### Pepe Alameda
Pepe Alameda, pseudónimo de Carlos Fernández y López-Valdemoro, es un polifacético escritor, poeta, locutor y ensayista taurino, que desarrolló gran parte de su obra en Méjico, tras su exilio en 1939. Por original y brillante tenía dificultades de integración sociocultural, aunque obtuvo gran prestigio retransmitiendo corridas en Televisa, y consiguió dejar bastante obra. Aquí interesa principalmente su capítulo 42 de El hilo del toreo. Pero en el prólogo, el escritor taurino Paco Aguado ya nos prepara: “Alameda es un heterodoxo porque entra a saco en el campo de los cánones, para arrasarlos”.
Muchas de sus páginas ciertamente sorprenden y atraen. Así, cuando cita dos máximas conservadas de Pedro Romero, una de ellas parece aludir al toreo posterior de José Tomás descrito profusamente supra: “Parar los pies y dejarse coger, este es el modo de que el toro se consienta y descubra”. Entendemos por “dejarse coger” (disintiendo de Alameda) una sinonimia metafórica de “aguantar y embarcar” (que puede llegar al extremo, como tantas veces ha ocurrido con las cogidas de José Tomás), porque no hay que olvidar que Pedro Romero es un caso extraordinario de torero muy longevo y nunca herido por un toro, de los cinco mil que mató [5.600 decía Domingo Ortega], y además en la suerte de recibir, como él hacía… Y también parece haber una anticipación de ciertos pases de José Tomás cuando dice Alameda de Pedro Romero: “Preconiza un toreo de aguante, en que el diestro no abandona su terreno, ni expulsa al toro del suyo: toreo de reunión, de línea natural”
En cuanto al capítulo 42, se titula “Sobre el concepto de cargar la suerte”. Expone las opiniones o definiciones, al respecto, de siete toreros y teóricos, y va analizando paralelismos y contradicciones: “Casi todos consideran la posición perfilada como consustancial al movimiento de cargar la suerte”.  En su tendencia dialéctica, polemista, destaca a Corrochano (ya ha quedado expresado su predicamento) respecto a su desprecio del pase de perfil (“rígido, sin flexibilidad, sin cargar la suerte”) y la inclusión de “perfilarse”, precisamente, “en el centro de las suertes… para que pueda cargarse la suerte”. O pone un ejemplo de Peña y Goñi sobre la suerte de matar del especialista Frascuelo, porque, en vez de separar las piernas, conforme al canon, “une los dos pies en el instante de cargar la suerte”. Así que Alameda considera que “el concepto de cargar la suerte es una abstracción que puede tener diversos contenidos materiales, según las diferentes suertes en concreto, e incluso según los distintos modos de interpretarlas”. Esta opinión impulsa el sentido de la parte novedosa de este artículo sobre otra forma de cargar.
Otra idea muy expresiva suya es la comparación entre las descripciones de Pepe-Hillo y Corrochano: “Aunque con lenguaje muy distinto, expresan lo mismo… El torero cita de frente primero, o sea, «se pone», y luego va girando hasta colocarse de perfil, es decir, «se quita»”.
Observando pues el conjunto de ideas abstractas, relativas, interpretativas, Pepe Alameda propone la suya: “Podríamos decir que cargar la suerte es llevarla al punto de conjunción de toro y torero, en que la suerte se precisa, se define y toma estructura. El punto de apoyo de la suerte, el gozne desde el cual se desarrolla”. Para ejemplificar pone el caso de una verónica. Si el torero se sale hacia un lado antes de que llegue el toro a jurisdicción y torea a la res por delante, no habrá realmente verónica. Pero si deja “que el toro meta la cabeza, al par que él se afirma sobre su eje, entrando ambos en conjunción, aquello ya es verónica y no dejará de serlo porque resulte más corta o más larga, más rápida o más lenta, más alta o más baja, pues ello afectará a la calidad de la suerte, pero no a su esencia”. Porque, en definitiva, «cargar la suerte» es “darle su gravitación […] cuando el diestro se afirma sobre la pierna que le sirve de eje, esté separada de la otra o estén juntas. Es un problema de coordinación […] Ahí, la suerte toca a su cenit”.

### Juan Posada
Juan Barranco Posada, de larga dinastía de toreros, fue un notable diestro de corta carrera (1947-1956), pero va a figurar aquí, entre los teóricos, porque tras su retirada dedicó su vida al periodismo taurino en la prensa y en televisión. Y particularmente por ser autor de un ensayo muy singular sobre los toreros de su tierra: De Paquiro a Paula..., del que se nutre el presente artículo de forma breve, aunque muy significativa.
Cuando desarrolla “la nueva era”, es decir, el tiempo de Manolete, recala particularmente en el análisis de Pepe Luis Vázquez, “que conjuntó arte y eficacia, técnica y sapiencia, clasicismo y vanguardia”. Le considera heredero de los toreros que Posada denomina eclécticos, Paquiro y El Chiclanero, y afirma: “Revitalizó el toreo a pies juntos, hasta el punto de ser capaz de cargar la suerte (como hicieron y preconizaron los eclécticos) sin utilizar la ventaja de adelantar la pierna, que es lo que equivocadamente se entiende como tal. Trajo siempre al toro toreado desde lejos, indicándole el camino (cargando la suerte) [sic] con leve observación del engaño; acentuando ligeramente el lance para desviar al animal de su camino natural. Además, alternó la posición a pies juntos con la de adelantar y separar las piernas, cuando la situación lo aconsejaba”.
Tras ese juicio no es de extrañar que Juan Posada se entusiasmara, años después, como hemos visto supra, con el toreo de José Tomás, y facilita la comprensión de la teoría de poder “adelantar la carga al primer tiempo del canon: cargar, citar, templar y rematar”, que quedaba descrita al final del epígrafe de José Tomás, teoría que Posada ya había propuesto implícitamente, como acabamos de leer, con Pepe Luis Vázquez, que, según él, cargaba la suerte sin adelantar la pierna, aunque con una primera inversión : citar, cargar... Matices de una misma idea fundamental, base y sustento de una parte de la propuesta ampliadora sobre el concepto de cargar la suerte aquí desarrollada.

### Joaquín Vidal
Joaquín Vidal fue crítico taurino en varios periódicos hasta recalar en El País al fundarse este periódico en 1976, hasta el 2000, en que se retira por enfermedad cancerígena. Acusado de derrotista por sus detractores, debido a la dureza analítica que le caracterizó ante todo tipo de fraude, tuvo una categoría inigualable como escritor de variados registros lingüísticos y como crítico (irónico) de todo lo vulgar y, lo que es más importante, como anotador (entusiasta) de todo lo excelente que ocurría en el ruedo. 
Respecto al tema de este artículo se alineó apasionadamente con el concepto que Domingo Ortega como torero y Gregorio Corrochano como teórico abanderaron. Y no dejó de añadir en su libro El toreo es grandeza (1994) detalles descriptivos sobre cargar la suerte que enriquecen el concepto: “La acción de cargar la suerte es la piedra angular de la técnica del toreo. Cualquier toreo que se ejercite suprimiendo la cargazón de la suerte no es toreo […] Cargar la suerte se produce en el segundo tiempo del lance de capa o del pase de muleta. He aquí su planteamiento: el torero se sitúa frente al toro. Literalmente, frente al toro. No vencido hacia atrás, orillando su rectitud; lo que en la jerga llaman “fuera de cacho”. Situado de frente, se colocará «dando el medio pecho». Es decir, no necesariamente encarado de frente, pero nunca de perfil: terciado. El toro estará a la distancia que dicten su bravura, su codicia y sus pies. Así colocado, el torero presenta el engaño […] la actitud del diestro habrá de ser natural, relajada […] Cuando [el toro] cree que está a su alcance, humilla, para tirar el derrote […] el diestro mueve el señuelo, imprimiéndole el ritmo que demanda la embestida. En el preciso instante en que el toro iba a entrar en jurisdicción, el torero, dejando en su sitio el pie que le da lado, adelanta suavemente el otro, y esta es la acción de cargar la suerte. ¿Qué efectos produce? Pues que el torero ha ganado terreno al toro, desde luego acentuando el peligro […] A partir de aquí, el lance o el pase tienen una trayectoria en círculo, hasta el remate de la suerte, que será detrás de la cadera. El torero habrá mandado de tal guisa que dejará colocado al toro allá donde vaya a embestir, sin que se vea obligado a rectificar su posición. Que vuelve a ser la del principio, solo que ahora los pases se suceden apenas sin solución de continuidad –es lo que llaman «ligar»– y el torero continuará ejercitando la cargazón de la suerte en cada uno de ellos, con lo cual habrá estado ganándole terreno al toro a lo largo de toda la tanda”.
Ya se comentó en la entrada de este artículo la maestría que esta ligazón de la suerte cargada requiere. Y también que no todos los lances o pases, ni todas las suertes, aceptan esa descripción. Por eso la premisa casi inicial, en el párrafo anterior, de la cita: “Cualquier toreo que se ejercite…” no solo es hiperbólica, sino contradictoria con las propias crónicas de J. Vidal, que pueden reflejar excelencia torera sin cargar la suerte tal cual la acaba de describir. Así, ya se apuntaron supra sus comentarios sobre dos faenas distintas de José Tomás, a quien no conocía aún al redactar eso. Pero se puede aquí añadir otro, muy anterior, sobre un gran triunfo de Andrés Vázquez en Las Ventas: “Hasta entonces había hecho lo más torero de la tarde: unas verónicas primorosas de pies juntos, otras hondas, con la suerte cargada […] Redondeó un todo antológico […] hacía a la fiera trenzar arabescos en torno a su figura, la obligaba a pasar, a humillar, al solo imperativo de su muñeca […] Era el delirio”. Nadie como Joaquín Vidal pudo contarlo con más detalle y mejor: “consumaba la faena de su vida, seguramente sin saberlo, seguramente sin pretenderlo, porque el toreo, como todo en arte, alcanza el grado de lo sublime cuando el genio desborda los límites de la voluntad”.
En esa expresión del “todo antológico” muestra Vidal que no es un dogmático ante la "cargazón de la suerte", sino que está abierto a la autenticidad y belleza del toreo en su rica variedad, como cuando hace las crónicas más recientes aludidas.

### Salvador Balil
Salvador Balil Forgas es un aficionado catalán que ha escrito tres libros sobre toros. El último, Viaje por la Barcelona taurina, que ha sido premiado, tiene mucho de memorias, y manifiesta la esperanza de recobrar la Fiesta en su tierra. Pero donde alude al tema que nos ocupa es en los otros dos, que se citan a través del ensayo de Nicolás Sampedro.
Define primero el tipo clásico o tradicional de cargar la suerte, ya bien conocido: “Después de haber iniciado el toro la embestida, el diestro echa la pierna «pa’lante», obligándole a cambiar su trayectoria natural, recta, por otra curva. Un cambio que solo puede lograrse adelantando la muleta en el cite”.
Y a continuación explica otro procedimiento en una segunda fase, referida a la serie de pases, de gran interés para aficionados muy observadores: “Pero también se carga la suerte traspasando el peso del cuerpo de la pierna contraria a la de salida –sin adelantar esta, para no tropezarse con el toro cuando ya se están ligando los pases–, lo que permite acompañarle con el cuerpo en su viaje, para –quebrando la cintura y rematando la suerte detrás de la cadera– dejarlo bien colocado y no romper así la ligazón”. Es inevitable rememorar, tras esas palabras, a Manolete, a Pepe Luis Vázquez, a José Tomás.
También es muy interesante la siguiente matización: “Cuando se avanza desmesuradamente la pierna de salida para cargar la suerte, el toro sale despedido hacia afuera, malográndose, precisamente lo que se pretendía: la hondura del pase, con remate atrás, para ligar con el siguiente. Por tanto, tan nocivo puede resultar «cargar en exceso» como descargar la suerte”.

### Nicolás Sampedro
Ya dimos noticia de Nicolás Sampedro Arrubla en el epígrafe 4: “Un libro de ensayo especializado”, que se ha utilizado como referente repetidas veces. Ahora se trata de exponer su propia idea sobre cargar la suerte, que, en su caso, es compleja, porque se termina revistiendo de aliento casi metafórico, pero en definitiva sigue las líneas marcadas por Corrochano y los dos Ortegas (Domingo y su admirado Rafael).
Defiende con firmeza la carga de la suerte. Para empezar, porque modifica el tiempo de la suerte, “haciendo que en el mismo espacio o terreno ocurran más cosas de las que pueden ocurrir cuando en la dirección de embestida manda el toro”. Reclama el mantenimiento de la carga en la serie de pases: “Es mentira que no se pueda cargar la suerte en la ligazón, lo que sí es posible es quedar fuera de la suerte para simplemente hacer pasar en línea recta”. Y exige la integridad de toro y torero, cuestión de evidente necesidad, y dentro de ellas “cargar la suerte es el toreo mismo, es mando y dominio sobre el animal”.
Recordando las matizaciones técnicas de las tauromaquias y algunos toreros, Sampedro aporta: “Los brazos hacen que la suerte sea por alto o por bajo, pero como un elemento más de un conjunto que es el cuerpo. Los brazos se convierten en la extensión del cuerpo para cambiar a la res de dirección […] Pero es posible cargar la suerte con el cuerpo para desviar la embestida”.
Páginas atrás ha tratado el concepto de “energía ligera” (he aquí el matiz cuasi poético). Partiendo del concepto “ligereza”, clásico desde Paquiro, y recordando la frase de Belmonte “para torear es necesario olvidarse del cuerpo”, alude a Bergamín, y a Azorín, quien, a su vez, había recuperado para la tauromaquia la idea fijada por Nietzsche para su concepto de la vida y el arte: “Energía ligera”. De lo que Sampedro deducía: “ La «energía ligera» es el esfuerzo que no se ve, la implosión, la transmisión, la naturalidad, la pureza, es reventar por dentro, romperse […] la piedra angular a la hora de cargar la suerte”.
Pues bien, tal concepto lo usa como concentración necesaria cuando “en la rectitud se sitúen el toro y el torero para citar, parar, templar, cargar la suerte, rematar y recoger. Se carga la suerte en corto después de citar, cuando el diestro engancha a la res en el embroque y esta entra en jurisdicción, convirtiendo la línea recta de la rectitud de la embestida en una línea oblicua o curva según las condiciones”. Y entrecomilla, de seguido, para cerrar su libro, una glosa o variante de una frase muy conocida de Gregorio Corrochano: “«Cargar la suerte es conducir con el cuerpo la embestida de la res y obligarle a seguir el camino»”. Y eso se hace con energía ligera.

## Cargar la suerte el picador, el banderillero, el estoqueador
Ni los toreros ni los tratadistas teóricos se han preocupado mucho de describir el arte de cargar en las suertes de picar, banderillear ni entrar a matar, aunque hayan mencionado el concepto en alguna ocasión, muy aislada.
Pueden aquí enfrentarse dos puntos de vista opuestos hasta el extremo. Por un lado, Nicolás Sampedro, al escribir: “El acto de cargar la suerte […] está presente en todas las acciones que se puedan hacer delante de la cara de un toro o una vaca brava”, incluyendo “las faenas del campo”. Lo argumenta recurriendo a la ya conocida idea de Corrochano sobre indicar el camino al toro y obligarle a seguirlo (vid supra).Pero no se debe sacar de contexto tal idea: la conducción del ganado, o rellenar a pie sus comederos, por ejemplo, no implican carga, sino más bien lo contrario, o sutiles sugerencias silbando, hablando... al animal, de tácita conveniencia. Y en la propia lidia, hay varias suertes prácticamente incompatibles con la carga de la suerte (chicuelinas, estatuarios, manoletinas…) a no ser que se considere la noción estudiada de realizar tales suertes en los terrenos del toro.
Por otro lado, la consideración relativista en el concepto de cargar la suerte que sostiene, tajante, Pepe Alameda: “muchas suertes fundamentales del toreo quedan totalmente excluidas de esas definiciones parciales que se refieren a ciertos pases y a ciertos lances, aisladamente considerados. Por ejemplo, la suerte de picar, la suerte de banderillas, la suerte de matar”. Justamente las suertes que estudiamos ahora.
Y siguiendo la línea de este artículo, se encuentran, frente al aserto de Alameda, suficientes puntos de equivalencia en las tres suertes específicas de este epígrafe con algunos de los momentos, o tiempos, de las suertes tratadas previamente por extenso en la carga de la suerte (la verónica, el natural…). La línea seguida es la relación del concepto tratado con las reglas generales del toreo, y podemos observar en las tres suertes, primero, una colocación a la distancia correcta frente al toro, afrontándole en línea; y después, ya en la ejecución, detectar la presencia de varias de esas reglas: piquero, banderillero y estoqueador deben, en efecto, parar (por delegación los dos primeros) y citar; después, lo que es solo propio de ellos, clavar, y para su más correcta y meritoria ejecución cargando la suerte; y por último, rematar. Este rematar, que emplearon, al menos, Guerrita, Amós Salvador y Juan Posada (supra), tendría aquí el sentido de salirse de la suerte el ejecutor. Así pues: parar, citar, clavar, cargar y salirse, aunque sobre todo el banderillero, si es que carga, tiene que invertir o al menos simultanear el orden: cargar y clavar; y el matador también, si opta por la suerte de recibir, o asimismo simultanear los tiempos.
La cuestión es que el acto mismo de cargar la suerte tiene ahora una naturaleza totalmente distinta, y no solo en los movimientos del cuerpo a los que parece aludir Pepe Alameda: es que, además, ni piquero ni banderillero presentan un engaño o señuelo al toro; y el estoqueador sí usa su muleta, pero con un movimiento corporal absolutamente singular.
Dicho esto de forma englobadora, se pasa a tratar cada una de las suertes, en lo referente a cargar, con sus respectivas singularidades.

### Carga de la suerte por el picador
La Tauromaquia de Pepe Hillo propone, a continuación del concepto “Cargar la suerte”, otra frase léxica: “Cargarse sobre el palo”, y define así la idea: “Es la acción que hace el picador cuando coge el toro con la púa, y se esfuerza a echarlo fuera en el encontronazo”. El concepto de “carga” se explicita con toda claridad a lo largo del capítulo “En que se trata de picar a caballo…”, en que describe la suerte completa y se dan varios consejos para su mejor resolución posible. Así, el picador debe centrarse en “el espíritu de verlos llegar, recibirlos en suerte, cargarse con el palo reunido con el caballo y hacer el mayor esfuerzo al encontronazo”. Y poco después: “cargándose sobre el toro”. La fuerza expresiva de estas palabras, con la sinergia entre caballo y piquero, está clara, y su validez actual trasciende el cambio de la aparición del peto hace casi un siglo, precisamente porque se compensa con el cambio de la edad y la fuerza del toro. Aunque, naturalmente, esa fuerza se da por supuesta e imprescindible en el plano de la teorización. La realidad es con frecuencia bien distinta.
Francisco Montes, Paquiro, sigue a Hillo, pero le amplia en aclaraciones y detalles, por ejemplo cuando incide en la fuerza “competente” que debe tener el picador, aunque “a los toros pegajosos que reúnen mucho poder en la cabeza y que sean secos metiendo[la], no habrá hombre en el mundo que con la vara de detener los mantenga desviados y les dé salida”. En su definición global del puyazo introduce el concepto estudiado: “Así es que cualquiera que sea la suerte que se esté ejecutando, debe el diestro conducirse así: citar al toro, dejarlo llegar a la vara sin mover el caballo y, conforme llegue a jurisdicción y humille, ponerle la puya, cargarse sobre el palo, y despedirlo, si puede, en el encontronazo, por la cabeza del caballo, que hasta ahora no debe haberse movido”. Destaca la suerte de picar “a caballo levantado, único medio de evitar la cogida”, exclusiva de grandes jinetes, que harán ponerse de manos al caballo en el encuentro y picar desde lo alto. Y después, la suerte “en su rectitud”, en que el picador “deberá ponérsele delante y enteramente en su rectitud […] difícil de rematarla bien […]: así que haya hecho la humillación y la haya tomado, se cargará sobre el palo para que no llegue el toro a besar al caballo en el encontronazo”. De ella dice ser problemática para toros aplomados, o pegajosos, o que recargan. Paradójico resulta el eufemismo del beso.
En la perspectiva de hoy se ha estilizado mucho la anatomía de los picadores, pero no dejan de necesitar un brazo derecho brioso y dominio de la monta. De aquellas viejas tauromaquias que intentaban velar por la salvaguarda de los caballos, a base de fuerza, cargando, y buena montura (aunque con malos jacos), ha quedado un sobrenombre para la púa o puya: vara de detener.
El gran tratadista Sánchez de Neira, también previo al uso del peto, emplea varias veces el concepto de “cargar la suerte” al picar, y apunta que debe hacerse “fuertemente”, sobre todo con los toros “pegajosos”, o con los que “recargan”, aunque después haya que “meter espuelas […] y salirse, a no ser que no den tiempo para escapar, en cuyo caso el picador debe también recargar la suerte con la pica, unirse bien al caballo y herir, o sea picar, lo más perpendicular que pueda, echando el cuerpo sobre la vara”. Aquí se entiende que cuando el piquero daba ya por cogido y malherido al caballo, en vez de salirse, en vano, debe aprovechar el sacrificio de su cabalgadura para corresponder con el mayor daño y desgaste posible: cargando la suerte. 
Ya se anunció que Cossío daba una segunda entrada al vocablo “cargar”, pero recurre a un Vocabulario taurino, de Leopoldo Vázquez, que a su vez copia textualmente la definición de Hillo, cambiando “púa” por “garrocha”. El correspondiente ejemplo de uso lo toma Cossío del Manual de tauromaquia de J. Sánchez Lozano: “Cuando llegue a jurisdicción y a la vara, se cargará sobre el palo, sesgará el caballo y mostrará su terreno al toro”. Es decir, su terreno de salida. Hay cosas en la tauromaquia que permanecen siempre de actualidad. Ya se vio también, en el epígrafe n.º 3, que el lexicógrafo José Carlos de Torres apoyaba el concepto de Pepe Hillo.
Recientemente se ha publicado un libro que merece aquí detenido estudio, porque al lector le es más evidente y cercano que la visión de las tauromaquias hasta aquí citadas: La Suerte de Varas, escrita por un picador, Raimundo Rodríguez, al que se atribuye ser “el más laureado de todos los tiempos”. Escrito (o más bien grabado) como autobiografía, supone una verdadera tauromaquia especializada, y magistral, pese a su sencillez expresiva.  Raimundo estuvo en la cuadrilla de los matadores Serranito, Andrés Vázquez (sus preferidos, sobre todo Vázquez, por la libertad que le daban y la compenetración con su labor), José María Manzanares, Ortega Cano (tres años con cada uno de los cuatro), y otros, terminando su labor en la Escuela de Tauromaquia de Madrid y ejerciendo como asesor presidencial. 
Expone reiteradamente la técnica de picar (entrenamiento, preparación del caballo, colocación ante el toro, cite, salida de la suerte, relación con los matadores…), pero la presente información se ciñe a la carga de la suerte, a pesar de que la palabra “carga” no la utiliza nunca: se verá la expresión personal por la que la sustituye. La secuencia lógicamente ordenada queda así:
Momentos previos: “En el momento de arrancar el toro usted tiene tiempo suficiente para echar el palo […]; el toro cuando se arranca baja la cara, y en ese momento es cuando tú tienes que aprovechar para poner la puya en su sitio”. “Cuando sale la puya, al lanzarse hacia delante va resbalando por la palma de la mano, pero cuando se encuentra con el novillo o con el toro, el señor picador tiene la obligación de girar una cuarta parte de su mano derecha para agarrarse con el palo y al mismo tiempo sujetar con su antebrazo derecho el palo para restar fuerzas al animal y retenerle un poco su fuerza y pegarle el puyazo”. La vara, bien apretada con la mano, quedará presionada entre el “sobaco”, el brazo flexionado y el pecho.
Posición de piernas y manos: “Pierna derecha fuera del estribo y hacia atrás para hacer posible que el picador pueda echarse encima del palo [casi idéntico a "cargarse sobre el palo" de Pepe Hillo]; mano izquierda… echando la cara del caballo a la derecha para soportar el apretón del toro… pierna izquierda más alta que la derecha, pues como ya les he dicho el estribo izquierdo debe estar más alto para que el picador al echarse hacia el lado derecho no pierda el estribo y, al mismo tiempo, el estribo izquierdo es donde finaliza la fuerza que hace el picador. La fuerza nace en la puya, pasa por el pecho del picador y termina en el punto de apoyo del estribo izquierdo”. Y un poco más adelante: “pierna izquierda amparando al caballo para que luche contra el toro”. Esta idea la pueden entender mejor los jinetes: al presionar esa pierna el costado del caballo, actúa a modo de impulso hacia el lado contrario, es decir, de contrafuerte a la presión del toro por el otro lado, con lo que “le ampara”, y al mismo tiempo evoca la idea de Hillo de “reunirse con el caballo”, o de Sánchez de Neira “unirse bien al caballo”.
Carga propiamente de la suerte: “Yo me he agarrado con el toro antes que el toro llegue al peto”. Habla de alrededor de un metro antes. “Ya está cogido con el toro,… ya ha soltado el estribo derecho; ya puede el picador echar pecho, alma y corazón con el palo”. Esa es la expresión personal de Raimundo, su transmisión reiterada una y otra vez de la idea de cargar la suerte, que implica, como se lee en el párrafo anterior, “echarse encima del palo”. Como decían, también, Hillo, “cargándose sobre el toro”; Paquiro, “cargarse sobre el palo”; y Neira, “echando el cuerpo sobre la vara”. Raimundo parece no conocer el tecnicismo, o es que más bien prefiere sustituirlo una vez y otra por un decidido voluntarismo: “con el cuerpo, con el alma y con el corazón”.
El respeto al toro que todo el libro de Raimundo desprende (empezando por aplaudir al “señor toro” cuando se destaca su actitud de acometida y empuje) demuestra que nada tiene que ver la carga de la suerte, o el cargar sobre el palo cuando el toro tiene fuerza, con esos recursos abusivos tan frecuentes en la suerte de varas (tenga o no tenga fuerza el toro), como el sistemático puyazo trasero por detrás de la cruz, o la costumbre de barrenar, bien al modo clásico del taladro metisaca, o bien con la actual variante de la oscilación de la vara en varias direcciones, o en círculo, generando, por ley de palanca, un verdadero barreno bajo la piel del animal. Están fuera de lugar estas praxis cuando se carga correctamente sobre la vara, que simplemente debe apretar, cargar, en la misma dirección oblicua desde que entra hasta que sale. Lo otro son ensañamientos sin "vergüenza torera", cuya responsabilidad comparten los piqueros y sus matadores. Raimundo Rodríguez, por cierto, alude a esa corresponsabilidad discretamente unas veces, y alguna, muy clara. Quien lo dice bien tajante, sin ataduras biográficas, es el ensayista Felipe Pedraza: “No podemos olvidar que estos jinetes no son mas que subalternos de sus respectivos matadores y que se ensañan más o menos en función de las órdenes que reciben […] Algunos diestros tienen el feo hábito de gesticular o vociferar indicando a su picador que cese en el castigo. Es una pantomima dirigida a los espectadores poco entendidos”.

### Carga de la suerte por el banderillero
Eugenio García Baragaña publicó en 1750 su Noche Phantástica, Ideático divertimiento que demuestra el Méthodo de torear a pie. Y allí se lee que la acción de banderillas “mejor vista, por lo muy arriesgada, es cuando se le pone la banderilla al toro frente a frente […] haciendo un compás quebrado…”.  No se puede deducir que implique carga, pero sí “deja primero dar el golpe” al toro, con evidente exposición. Muestra los orígenes de colocar las banderillas una a una.
Define Pepe Hillo el concepto “Meterse con los toros” como, cualquiera que sea la suerte, “esperarlos demasiado”, y en concreto, en las banderillas, “el que se deja caer con más proximidad al tiempo de la humillación”. “Dejarse caer”, para clavarlas, parece implicar la inclinación propia de la carga. Así, describiendo los tipos de suertes en banderillas, dice Hillo que en los toros claros y sencillos “se banderilleará a cuarteo […] a manera del de los recortes, con la distinción que cuando llegue al centro de los quiebros, y el toro humilla, se cuadra con él y le mete los brazos para ponerle las banderillas en el cerviguillo hasta los rubios”. Esta suerte también se puede hacer con toros “celosos”, pero entonces “el diestro procurará salir con pies”. En tiempos de Hillo ya era lo más frecuente parear, “poner dos banderillas a un tiempo”, y no una sola como anteriormente: el pareo facilitaba la posible posición de carga de la suerte. 
Tampoco Paquiro nombra la palabra “carga” en banderillas, pero, en la suerte que parece de su predilección, al cuarteo, la insinúa. En realidad sigue a Hillo: “cuyo remate será el centro mismo del cuarteo, en donde, cuadrándose con el toro, le meterá los brazos para clavarle las banderillas”. La insinúa con claridad, porque, precisamente habla enseguida de “una variación sumamente importante” que sugiere justo lo contrario: “porque como ya cuadrado está el diestro fuera del embroque y puede, por consiguiente, aguardar sin riesgo el hachazo, no necesita meterse con el toro…”. Es decir, a toro pasado. Y también la anteposición, con un peligro mayor pero sin cargar tampoco: “poner los rehiletes antes de cuadrarse y de que el toro tire el hachazo, esto es, embrocado el diestro, para lo cual necesita meterse mucho con el toro para alcanzarle en la humillación […]; tiene el riesgo de que, en marrando al toro, se echa el torero sobre su cabeza, por lo que es necesario meter los palos sin dejar caer el cuerpo”.
Llama la atención que Paquiro, en la suerte “a topa carnero” (o “de pecho”, o “a pie firme”) diga que “es acaso la más difícil de ejecutar, pero también aventaja en lucimiento a cuantas van explicadas”, y la describa así: “El diestro, a larga distancia del toro y de cara a él […] le obliga a que le parta […]; estando en esta disposición, tendrá parados los pies hasta que el toro llegue a jurisdicción y humille, en cuyo momento, con gran ligereza, hará un quiebro, con el que saldrá del embroque, y cuadrándose con él, le meterá los brazos estando ya fuera de jurisdicción, con lo que el remate es seguro”. Esta imagen evoca en parte a lo que hoy se entiende por la suerte “al quiebro”, que supone aguantar mucho la posición, y es precisamente la propia inclinación corporal del quiebro que desvía el derrote del toro una verdadera carga. Realizada con pureza y ajustado embroque, debe considerarse carga de la suerte (si no se está ya "fuera de jurisdicción").
Pero aún le falta a Paquiro explicar “al recorte”. Según él se puede decir que es el modo “más difícil, más expuesto […] el «non plus ultra»”. En vez de esperar al toro, acude a su encuentro, y le hará un recorte o quiebro con técnica hoy en desuso: “en el momento de meter los brazos, que es el de la humillación del toro y del quiebro del diestro, está aquél casi embrocado a este por el lado, y cuando tira la cabezada, está ya fuera a beneficio del quiebro; pero ha de tener aún metidos los brazos, pues hasta este momento no ha podido clavar las banderillas, lo cual lo hace el toro con el mismo hachazo […] está el diestro haciendo el quiebro de espaldas al toro […] y tiene la cara vuelta hacia él”. La compleja descripción deja dudas acerca de si este añejo tipo de recorte en banderillas suponía carga de la suerte, aunque Montes lo destacara como “el más expuesto”.
Por su parte, Sánchez de Neira, al tratar el vocablo “parear”, habla de “muchos modos más” de los que conocieron Pepe Hillo y Paquiro, y los describe con precisión, sin expresar tampoco el verbo “cargar”. La descripción que, teóricamente, más parece implicar la carga de la suerte es la del cuarteo, en la que sigue muy de cerca las palabras de Montes.
Poco antes que Neira, escribió Peña y Goñi su estudio sobre Lagartijo y Frascuelo, en que destaca la magistral capacidad que tuvo el primero de ellos en la suerte de banderillas. Uno de sus ejemplos sirve para la exposición elaborada aquí de cargar la suerte con todo el cuerpo, a pies juntos y quietos: “Lagartijo, sin inmutarse, volvió al toro, colocó de nuevo el pañuelo en el suelo, clavó en él los pies y citó. El bicho arrancó como una bala, y Rafael, sin moverse absolutamente nada, quebró de cintura y colocó un asombroso par en las péndolas”. Un suceso parecido, sin pañuelo y animando la embestida con arrojo de montera, lo llama “par histórico”, insistiendo en su quietud pese al quiebro: “inmóvil, sin perder un milímetro de terreno… y quedando Lagartijo en el mismo sitio desde donde había arrojado la montera […] todo ello con “arrojo, maestría y elegancia”. En efecto, entre sus muchas virtudes como torero, destaca su dominio de todos los registros en la suerte de banderillas.
El quiebro en banderillas, del que ha hablado Paquiro en la suerte de topa-carnero y en la del recorte, es uno de los ejemplos más llamativos o explícitos del engaño al toro que hizo a José Bergamín considerar el toreo, en general, como “la inteligente burla y birla que es el arte de birlibirloque verdadero de torear”. Esta apropiación peculiar de la popular expresión la define el ensayista de la Generación del 27 también así (conveniente al caso): “El arte de birlibirloque es el arte de poner y quitar”, y también, en global: “En el arte de torear es donde mejor se evidencian las verdades birlibirloquescas, porque entran por los ojos”. Y para terminar con este escritor, aclarar que, para él, “en la suerte de banderillas el toreo se define puro, abstracto, absoluto, perfecto”, y que, entre las suertes de banderillas, solo hay una que considera “perfecta”: “el topa-carnero o a pie firme, en que se espera al toro”. Esta predilección por la suerte de banderillas le puede venir a Bergamín de su admiración extrema por Joselito el Gallo, maestro también con los rehiletes, y por su gran amistad con Ignacio Sánchez Mejías, otro banderillero espectacular.
Nicolás Sampedro analiza las reflexiones y descripciones de “Hache”, pseudónimo de Fernández de Heredia, que tampoco emplea propiamente la palabra cargar, y llega a la conclusión siguiente: “Podemos afirmar que se carga la suerte cuando el banderillero es capaz de desviar al toro de su dirección natural, y esto lo podría lograr en un pase de poder a poder, de dentro afuera o con cualquier par que no implique expulsar al toro de la suerte, sino que, al contrario, el torero logre reunir un par en el eje de la suerte, en todo lo alto y en la cara del animal, habiendo previamente dado todas las ventajas al toro con los terrenos”.

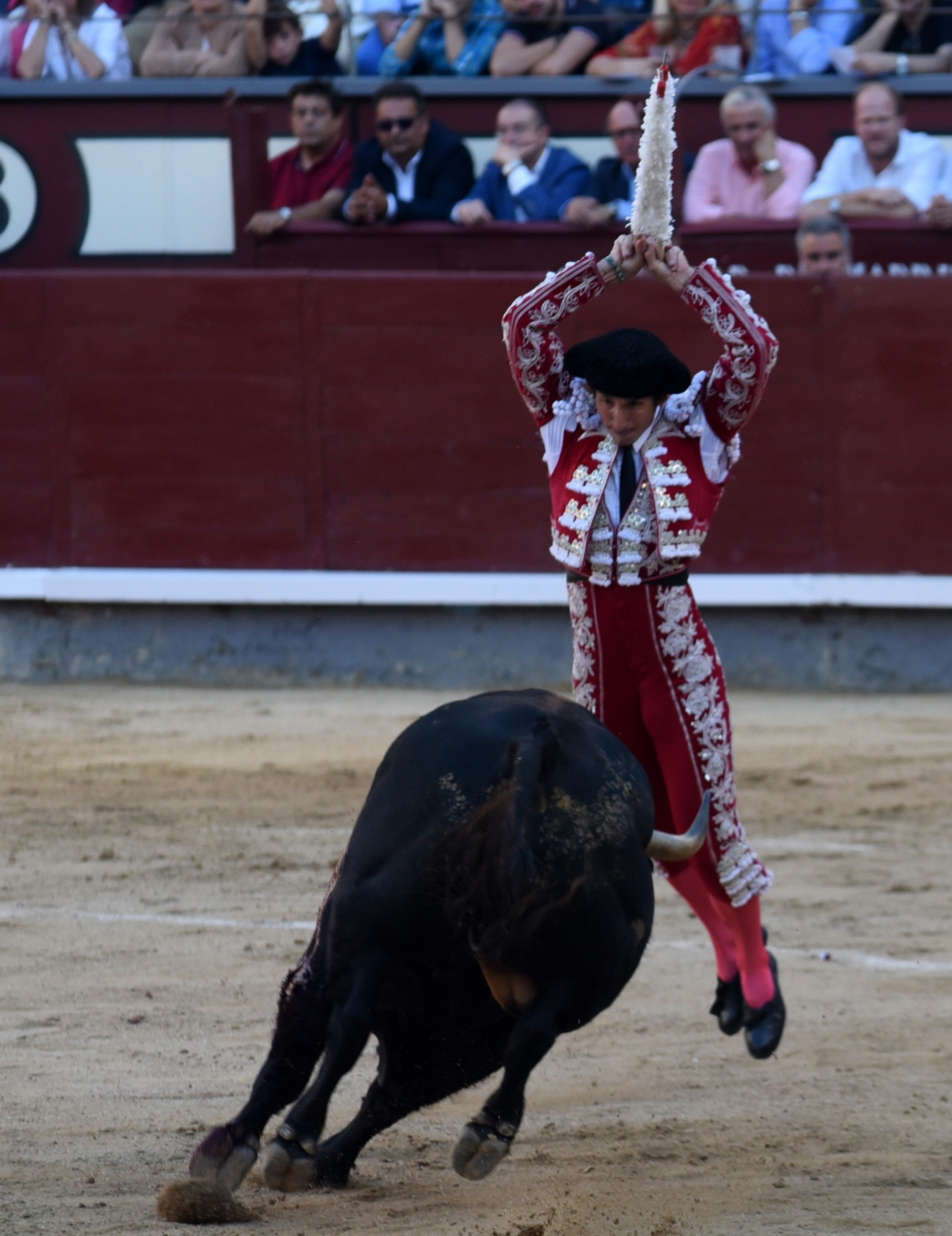
Javier Ambel se "asoma al balcón"

Se puede, en fin, confirmar la idea de que no existe tradición en el uso verbal de cargar la suerte aplicado a la colocación de las banderillas, pero que sí existe realmente una exposición del banderillero inclinado ante la cara del toro, y con los pies quietos y reunidos, para parearlo cuando precisamente este humilla ante el “bulto”, ante el cuerpo del torero, para tirar su derrote. En un periódico leemos, como pie de foto de un par de Antonio Bienvenida (cuyo hermano Pepote destacó en este tercio) que también reproducen el Cossío y la biografía del torero de Filiberto Mira: “Sacaba a relucir su gran escuela en algunos pares como este.

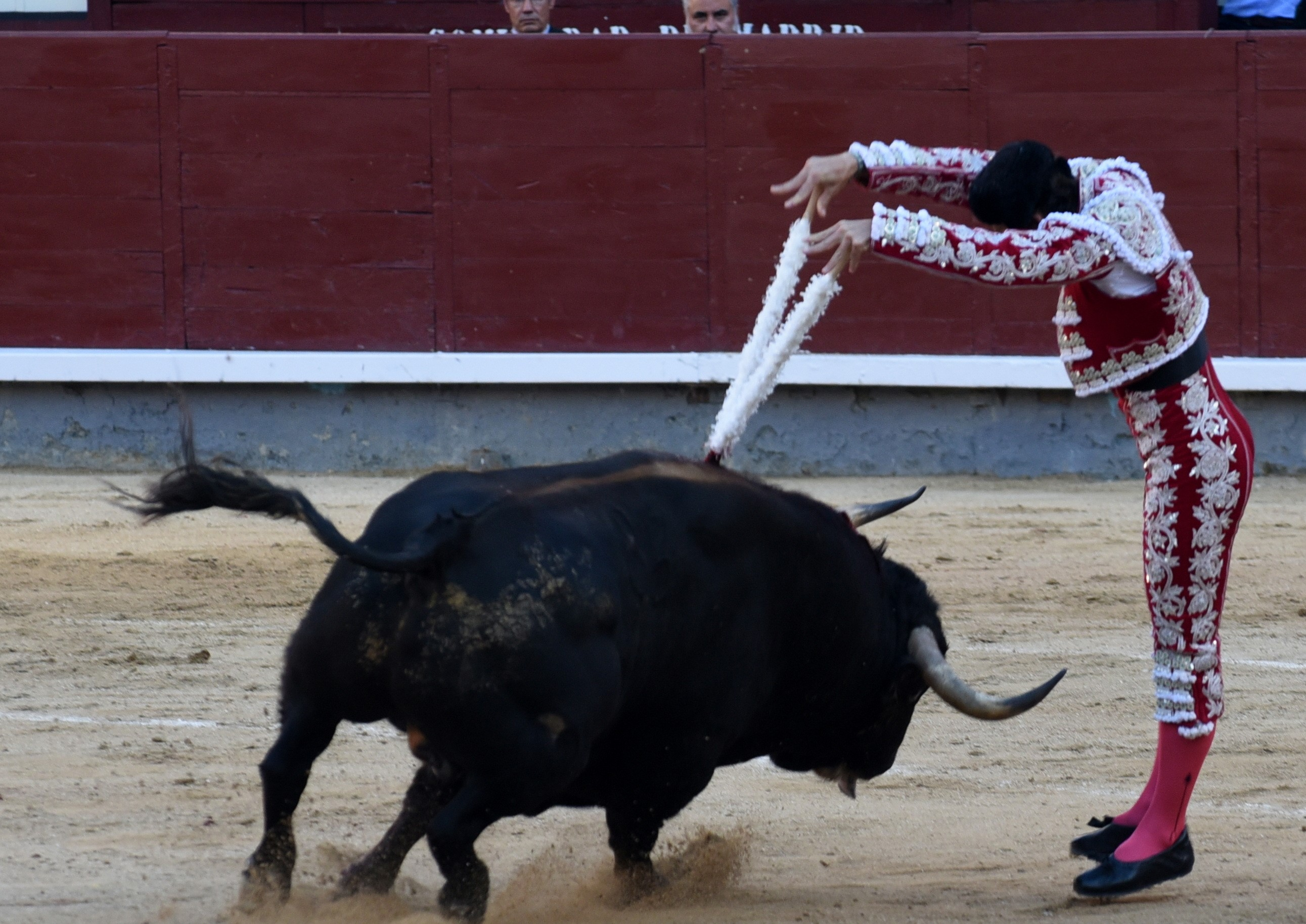
Javier Ambel clava en lo alto "asomado al balcón" entre los brazos

 Adviertan la elegancia con la que junta las manos, también las zapatillas, y mira entre los brazos, que es lo ortodoxo en tan difícil suerte”. El toro está humillando para el derrote; el torero frente a los pitones, los brazos en alto; las propias banderillas, clavadas entre el morrillo y la cruz, en todo lo alto, están ya permitiéndole el impulso (las puntas de los pies ya no rozan el albero) para hacer el quiebro o cuarteo, es decir, el giro corporal que le permita salirse del inminente derrote. 
 
La afición viene a reconocer que un banderillero (vista de oro o de plata) ha cargado la suerte cuando la hace de poder a poder en el encuentro, en el embroque, y entonces emplea la expresión “se asoma al balcón”, recogida como frase hecha en algún diccionario especializado: “Asomarse al balcón: Frase que indica la ejecución en la que el banderillero coloca el par metiendo totalmente los brazos entre la cuna del toro, arriesgándose grandemente”, siendo “cuna”, figuradamente, “el espacio que existe entre los cuernos del toro”. En estas definiciones el lexicógrafo aporta ejemplos de la crítica y la poesía taurina.
Ensayistas y escritores de crónicas han hecho suya tal expresión popular. Por ejemplo, reuniendo ambas condiciones, Guillermo Sureda: “¡Asomarse al balcón! Asomarse al balcón es, casi, como sacar un pasaporte para el más allá…”. O Joaquín Vidal, en un capítulo reivindicativo del tercio “imprescindible” de banderillas: “El público de Las Ventas disfrutaba, pues uno de los banderilleros, conjugando su arte con la nobleza del toro –que se arrancaba pronto, largo y alegre–, reunía en la cara, «asomándose al balcón». Tanto le aplaudieron que hubo de saludar montera en mano. El par fue de poder a poder”. Obsérvese, por desmonterarse, que este último es un peón banderillero, hombre “de plata”, o de azabache. Los tiempos de los grandes toreros que banderilleaban (como los ejemplos que han salido) quedan atrás. Hoy banderillean pocos toreros, pero los que verdaderamente cargan la suerte, asomándose al balcón, son unos pocos pero extraordinarios peones que, paradójicamente, no siempre acompañan en sus cuadrillas a toreros de postín.

### Carga de la suerte por el estoqueador
El estoqueador, el espada (por metonimia), o matador, sea novillero o torero, cuenta finalmente con un estoque o espada especial de acero para terminar con la vida del toro una vez realizada la lidia, que, en sus orígenes, básicamente se realizaba con el fin de fatigar suficientemente al toro como para cuadrarle y poderlo matar a estoque. El toro, pues, debe estar cuadrado (o igualado), es decir, parado y con las pezuñas delanteras y traseras reunidas, ni muy abiertas ni muy cerradas. Desde hace al menos siglo y medio, la lidia se ha ido convirtiendo, además, en una faena con finalidad artística en sí misma, pero el momento de entrar a matar no ha dejado nunca de considerarse la suerte suprema, sin cuya buena ejecución no se puede redondear ortodoxamente el éxito (se aplica el adverbio por el crecimiento considerable de públicos poco exigentes en la concesión de orejas pese a deficientes estocadas).
Rastrear el uso léxico de cargar la suerte para matar al toro es algo más fructífero que en las suertes de picar y de banderillas, aunque de nuevo son las posiciones y movimientos descritos los que comúnmente aportarán equivalencias evidentes.
Aunque se hablará más tarde, infra, del maestro de Hillo, Pedro Romero, acudamos a la primera Tauromaquia para empezar. Dice Pepe Hillo, en la entrada “Meterse con los toros”: “en el [momento] de la muerte, el que se mete bien en el centro y da la estocada dentro o muy ceñido”. Y es el propio Hillo quien encuentra apropiado, necesario, usar el concepto que aquí se estudia para dar otra de sus definiciones: “Dar la estocada dentro: Denota esta expresión que en el mismo centro se ha de meter la estocada, no porque el diestro se quede en él, sino porque su brazo ha de entrar por la rectitud, y al cargue de la suerte se ha de dejar caer con la estocada”. Entre los tipos de suerte que expone, el que más se acerca a la carga es la llamada a volapié, cuya innovación atribuye (correctamente) a Costillares: “luego que al cite con la muleta humilla, y se descubre, corre hacia él, poniéndosela en el centro, y dejándose caer sobre el toro mete la espada y sale con pies”. Y este “dejarse caer” con la espada también lo matiza: “para que [la estocada] sea buena es necesario que el diestro empuje con sus fuerzas, ayudándose con dejar caer el cuerpo al tiempo que sale del centro”. Coherentemente, lo ha dicho él mismo, es con “cargue de la suerte”.
Pepe Hillo murió al entrar a matar. Se le ha atribuido ser “discípulo predilecto” de Costillares, y de su técnica del volapié, frente a la escuela rondeña de Pedro Romero, que mataba recibiendo. Peña y Goñi matiza que “en todo gran torero hay fusión de las dos escuelas [sevillana y rondeña]”, y que “las tremendas cogidas” de Pepe Hillo, “sin exceptuar la de su muerte, fueron producidas por parar demasiado”, es decir, por recrearse y profundizar en la suerte, por cargarla.
El propio Peña y Goñi incluye a Francisco Montes, Paquiro, como seguidor de la escuela de Pedro Romero, pero lo hace en el sentido general de su toreo. En cuanto a la suerte de matar, en su Tauromaquia completa, Montes no alude expresamente, como Hillo, a cargar la suerte, pese a las muchas páginas que dedica a la “estocada de muerte”, y esa ausencia es significativa. Sí es verdad que empieza rotundo: “es evidente que el acto mismo de dar muerte al toro se debe considerar como un verdadero pase de pecho”. Sería, naturalmente, un pase por bajo,), y no por alto, porque el engaño de la muleta no conduce en torno al pecho, sino a la rodilla. Lo que quiere decir es que es un movimiento de muleta semejante: con la mano izquierda y forzoso pase cambiado. Y si se tratara de “verdadero” pase de pecho es obligado cargarle la suerte, mandando la desviación de la trayectoria de la embestida en el embroque.
También cuando describe la suerte de recibir se sugiere la carga: “El brazo de la muleta […] cita al toro para el lance fatal, lo deja llegar por su terreno a jurisdicción, y sin mover los pies, luego que esté bien humillado, meterá el brazo de la espada, que hasta este tiempo estuvo reservado, con lo cual marca la estocada dentro”. En la suerte que llama “a vuela pies” pretende “con prontitud” que “humille bien y se descubra, hecho lo cual se mete la espada, saliendo del centro con todos los pies”. No se ven aquí las expresiones tan sugerentes de Pepe Hillo, al que curiosamente tanto sigue (y amplia con precisiones técnicas) Paquiro en su Tauromaquia. Y en los otros tres tipos de suerte que aún distingue se sugiere con claridad descargar: “fuera del centro” (“a la carrera o a toro levantado”), “igual al de banderillas de esta clase” (“a media vuelta”), “haciendo una especie de cuarteo” (“a paso de banderillas”).
Esta peculiaridad de no incidir en la carga de la suerte puede relacionarse con que varios recopiladores, ensayistas o toreros dejen apuntado que era frecuente que Paquiro estoqueara “atravesando”, como señala Posada. Por su parte, Domingo Ortega, que ha afirmado que “más bella es la suerte de matar cargando el cuerpo sobre la pierna”, como ya hacía Pedro Romero, añade que “El gran Paquiro, con las normas recibidas de Pedro, llega a dominar todas las suertes del toreo […] En lo que falla, y le lleva a atravesar a los toros, es en lo que él quiere añadir por su cuenta tomándolo de otros ambientes”. Para Posada, en cambio, en el eclecticismo (y en el valor) está la gran virtud de Paquiro, y ello le lleva a “abrir la espita de la inspiración torera” para la historia. También es interesante un apunte que propone Pepe Alameda, tras observar alguna contradicción entre los testimonios del toreo de Paquiro y su propia Tauromaquia completa, al seguir y ampliar la de Pepe Hillo: “Arrastra muchas cosas que no caracterizan a Paquiro y que vienen a ser como los «primeros lugares comunes del toreo»”.
Pero regresemos al maestro por antonomasia, y por antigüedad, respecto a los grandes autores de las Tauromaquias, a Pedro Romero, de la dinastía de los Romero, de Ronda. Se lamenta Pepe Alameda de “El silencio de Pedro Romero”: “Pedro Romero torea y calla. El silencio de Pedro Romero ha hecho daño, sin duda, a la teoría y a la historia del toreo”. Cita máximas suyas fundamentales: ya se vieron en el epígrafe 6.6. de Alameda, que quizá no conoció cartas que se conservan del torero. Aparte, además, de la tradición oral, son los dibujos, litografías y grabados decimonónicos sobre él (alguno de Goya, que también le retrató al óleo), los que mejor han ayudado a que otros toreros captaran y transmitieran sus conceptos taurómacos. Por ejemplo, Domingo Ortega, que lee en su conferencia del Ateneo: “Pedro Romero, con sesenta años, véase un grabado de la época, matando un toro está sobre la pierna contraria” (ya sabemos que para Domingo Ortega eso significa cargar la suerte). Y sigue con otros toreros en otras suertes, cargando.). Pedro Romero también quedó representado, pero con aspecto juvenil, en una escultura policromada que asimismo muestra con claridad la carga de la suerte: ya hablamos, en una de las referencias del punto 7.1. (Carga de la suerte del picador), del libro de Jesús Urrea sobre el Museo de Escultura de Valladolid, y su colección taurina.
Cuando Pascual Millán, en 1890, escribe su Estudio histórico sobre los toros, empieza haciendo una encendida defensa de la tauromaquia, y para ello recurre al apoyo de algunos escritores franceses, como Théophile Gautier, que sostiene que la suerte de matar un toro “vale por todos los dramas de Shakespeare”, y la describe así: “La muleta se desvió dejando al descubierto el busto del matador; el asta del toro no estaba a más de una pulgada de su pecho; ¡yo le creí perdido! Un relámpago de plata pasó con la rapidez del pensamiento entre los dos cuernos; el toro cayó de rodillas… Una tempestad de aplausos estalló en toda la plaza”. Evidentemente, presenció Gautier una ejemplar estocada cargando la suerte, “un relámpago entre los dos cuernos”. Millán no concreta al matador, pero era Juan Pastor. El artículo de Gautier, “Une corrida en 1840”  llegó a formar parte de la publicación francesa de una Tauromachie de Goya.
De Frascuelo tenemos muy interesante información gracias, entre otros, pero de forma destacada, a Peña y Goñi. Llamará siempre la atención la que el escritor llama “Hazaña en Tolosa”, con solo 21 años (dato corrector de erratas en página final), siendo novillero (novillos entonces cuatreños). Estaba toreando al quinto cuando un error en chiqueros da lugar a la salida simultánea al ruedo del sexto: “Frascuelo lo esperó a pie firme; lo dejó llegar a jurisdicción, le marcó la salida como se marca en banderillas al quiebro; enmendó con velocidad asombrosa el terreno, al cargar la suerte, y metió y sacó instantáneamente el estoque. La velocidad adquirida por el toro hizo su muerte tan repentina que, hundir el estoque Salvador, levantar las manos el animal, y caer descompasadamente a los pies del matador, fue obra de un segundo” Un metisaca inteligente (pues se reservaba su arma) y afortunado (debió herir la ahorta o el corazón) del que el cronista no concreta la zona de penetración, pero sí, como se ha visto, que cargó la suerte. 
Pero también es lo cierto que Peña y Goñi, que en este libro describe o define el tipo de más de un centenar de estocadas (normalmente soberbias en Frascuelo e incorrectas en Lagartijo), apenas usa la expresión “cargar la suerte”, aunque evidentemente tiene la idea muy presente cuando Frascuelo cita recibiendo, a la vieja usanza de Pedro Romero y El Chiclanero,  o cuando embarca al lector en la comprensión de un “tranquillo” que introdujo Lagartijo al entrar a matar. Se exponen ambos casos a continuación.
Peña, que dice cobijarse de la sociedad, la literatura, el teatro (sobre los que escribió diversos ensayos que mantienen hoy su prestigio referencial) “en las corridas de toros y en los hechos de los toreros, porque me enseñan la verdad”, vivió desde joven la trayectoria de estos dos grandes rivales,) pero respecto a sus más tempranas actuaciones no tiene inconveniente en apoyar sus datos biográfico-taurinos en un revistero de su aprecio, más veterano, de apellido Carmona, para detalles complementarios, como este: “Frascuelo estuvo ayer acertadísimo, y recibió dos de sus toros sin mover los pies”. Por esta última precisión averiguamos la obligada carga de la suerte en ambas “magníficas” estocadas, “viéndose el redondel lleno de sombreros y de cigarros”. Y si se opta por consideraciones generales: “Nadie se colocaba tan corto como él ni arrancaba tan derecho a la hora de matar” cuando se decidía por el volapié. O bien: “En la suerte de recibir, Salvador cita siempre desde un terreno casi imposible, porque haciéndolo tan en corto como él lo hace, no hay manera de ver venir a los toros levantados y marcarles con holgura la salida. Y a pesar de eso, es tal el poder de su mano izquierda, que no ha sufrido cogida alguna en la ejecución de la suerte más difícil”.
También explica detenidamente su técnica de colocación y movimientos, de la que conviene seleccionar aquí: “Si Salvador ve que el toro hace por él, adelanta rápidamente el pie izquierdo a par que baja la muleta hasta la arena; y como la vista no se aparta del morrillo y esto permite apreciar perfectamente el momento de descubrirse el toro y de «comerse» la muleta, he aquí que Frascuelo puede unir los dos pies en el instante de cargar la suerte y dar lugar a que la reunión y el embroque se verifiquen en poquísimo terreno y se destaquen con precisión y claridad de todo punto admirable”. Aunque Peña y Goñi emplea muy poco en sus crónicas comunes la expresión cargar la suerte, se ve aquí, en el lugar más oportuno, su voluntad de concretarla.
Y en esto parecen estar todos de acuerdo: en 1896 afirma Sánchez de Neira que “la suerte de matar los toros recibiendo es la suerte suprema del toreo”. No emplea el verbo cargar, pero lo implica sintéticamente: “Recibir, pues, es la suerte de matar toros frente a frente y a pie quieto hasta después de meter el brazo”. El gran tratadista evoca el procedimiento de El Chiclanero (José Redondo), que se ceñía o “embraguetaba” más que Montes. Si el embroque era tan ajustado era porque estaba cargando la suerte: lo obliga el cruce de los brazos.
Pasemos a Lagartijo, “modelo de finura, reposo y elegancia […], el que pisa a plomo y se mueve apenas, el que posee todos los tesoros de una belleza plástica inconsciente, y por eso mismo quizá, más seductora; ese hombre no tiene en toda la corrida más que un momento en que pierde todas las fascinaciones de su figura ideal: el momento de la muerte”. Ya vimos supra, también, que como banderillero era extraordinario, y precisamente por su experiencia como tal encontrará cierta solución al problema de la estocada. 
La deficiencia citada no era tan evidente en su juventud. En 1873 registra Peña que en una reaparición tras larga convalecencia por cogida, “Lagartijo despachó a su primer toro de una colosal estocada arrancando”. O en 1874, cuando el toro Perdigón corneó a su hermano Juan en el último par de banderillas. Rafael, tras brindar, lo “igualó con solo cuatro pases de muleta, dejándose caer en seguida con una estocada asombrosa a volapié que echó a rodar inmediatamente al toro […] con un valor, con una fiereza y con un arte en los cuales parecía adivinarse el amor fraternal”. Dejándose caer implica carga de la suerte. Al domingo siguiente, “Lagartijo estuvo también hecho un héroe, y mató sus dos toros de dos admirables estocadas en todo lo alto y acostándose en el morrillo”. Esta última expresión implica también carga.
Pero fue ya en ese mismo año cuando empezó a ensayar “tímidamente el paso atrás […], enmienda que le permitía cuartear con comodidad […], tranquillo que le permitió estoquear lucidísimamente en la mayoría de las ocasiones, sin arrancar corto ni derecho […], trasformado ahora el volapié en paso de banderillas, mixtificada la suerte inmortal de Costillares”. En definitiva, como ya vimos al exponer la suerte de matar en la Tauromaquia de Paquiro, un procedimiento de descargar la suerte. Y Lagartijo se acogió a ello como una “meisina”. Tomar una “medicina” era consejo de su colega “Antonio Sánchez, er Tato”, pero no se sabe si le detalló la composición de la misma, o la fue formulando él mismo. Fue llamada en su tiempo “el paso atrás” pero eso puede desconcertar, porque no es solo un paso, es retroceder lo conveniente para tirarse a matar: "Arrancar corto y cuartear es enseñar el cuarteo a los espectadores más miopes […] por la sencilla razón de que hay que tomar ese terreno de una vez y echarse fuera antes de arrancar. Arrancando largo, esto es, tomando el terreno conveniente y midiendo este a voluntad del matador, el cuarteo se engendra desde un principio y se ejecuta paulatinamente, pero con rapidez de ejecución que no pueden apreciar sino los que miran en todo a los pies del matador, que son los menos. Lagartijo tenía pues que encontrar la medicina ambicionada en un término medio entre el volapié y el paso de banderillas”. Ese paso (o más bien pasos) atrás, “permitía a Lagartijo […] librar el embroque sin reunión y fuera de cacho”. Fuera de cacho, otra expresión popular y técnica, que indica que el torero no está frente al toro, sino al hilo del pitón, terreno desde donde no se puede cargar la suerte, porque la suerte está de antemano descargada.
El contraste entre estos dos colosos del toreo a la hora de matar viene a certificar la idea de que la suerte suprema es muy compleja, y que los más grandes y valientes toreros pueden encontrar en ella un constante problema. Así, Bombita, sin entrar en el detalle de la carga, dice certeramente sobre la suerte de matar: “Es un don especial […] No sirven cálculos, ni sirven ensayos, no sirven buenos propósitos […] Aquí se acaban todas las sabidurías, hay algo especial que se sale de todos los cálculos, hay algo imprevisto, hay mucho de suerte, de acierto inconsciente para unos y desaciertos para otros”.

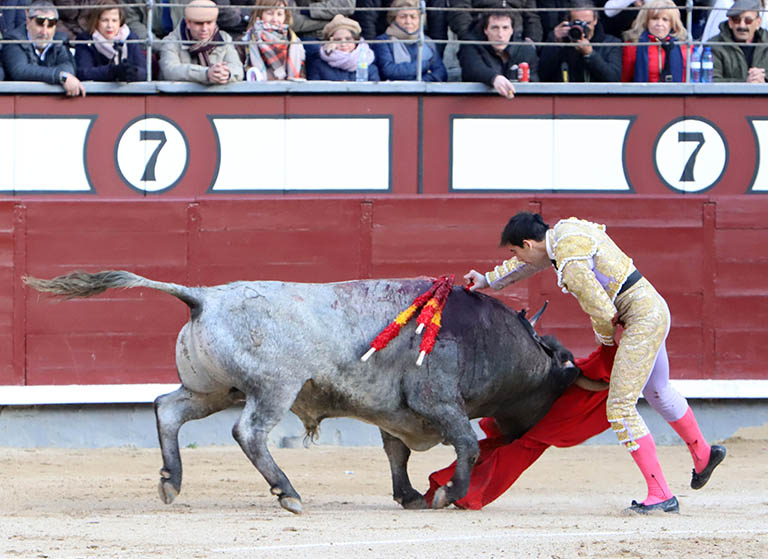
Estocada de Fortes

Después vinieron bastantes toreros que fueron reconocidos como magníficos estoqueadores. Por ejemplo, el propio Manolete, que, como se apuntó al final de su epígrafe, supra, cargaba la suerte a la hora de matar: “Ejecutó el volapié a la perfección, pues aunque no le imprimiera vistosidad, sí lo hizo con sobria elegancia. Atraía al toro prendido en la muleta a las inmediaciones de su costado derecho, perfectamente toreado y mandado. Colocado en la rectitud del toro, como no se desviaba de su trayectoria, no tenía más remedio que adelantar la muleta para que fuera el toro el que enmendara su camino al ir tras ella. Por tanto, cargaba la suerte ortodoxamente, pero sólo en el momento de entrar a matar […], suerte que interpretó como el que mejor lo hubiese hecho hasta entonces…”.
Otro indiscutido es Rafael Ortega (vid supra), que, en su revelador ensayo El toreo puro también nos acerca el punto de vista de los protagonistas: “La mano izquierda es la que hace la suerte, porque es la que manda en la embestida”. La idea recoge el tópico persistente de una media verdad: se mata con la izquierda. Es el comienzo de su explicación del volapié. “La estocada recibiendo es lo más difícil que hay en todas las suertes del toreo porque […] ahora tienes que hacer el cite con la pierna izquierda y esa pierna tiene que volver después al sitio de donde ha salido al tiempo que se hace el cruce trayendo el toro con la mano izquierda”. Recordamos el grabado y la escultura de Pedro Romero enfilando su estoque con la pierna izquierda medio paso adelantada. No podemos saber si la retornaba hacia atrás, pero la propuesta de Ortega parece tener relación con reunir la fuerza de todo el cuerpo (para cargar) en el momento de clavar. Véase la apostilla: “Otros toreros sí citan como digo, pero luego, en el cruce, se quitan, esto es, no vacían al toro, y entonces tienen que quitarse ellos y apartarse al lado”.). Es decir, descargan.
Y sigue: “La suerte de matar es la más arriesgada de todas porque es la única en que tienes que perderle la cara al toro. Si al toro le miras la cara, lo pinchas […] Por eso es tan difícil hacer bien la suerte, porque sabes que tienes que ir a meter la estocada allí, y si miras a otro sitio que no sea el morrillo, si tienes miedo o dudas y le miras la cara al toro, entonces ya está, te quedas por delante y ya no puede ser”. Considérese que dice “mirar el morrillo” porque lo que es el hoyo de las agujas (objetivo exacto de penetración de la estocada) no lo podrá ver el torero hasta que humille el toro su testuz hacia la muleta. El instante crucial.
Dice Claude Popelin que el hoyo de las agujas, la cruz, se sitúa “entre la tercera y la cuarta, o la cuarta y la quinta vértebras dorsales, hasta alcanzar la región muy rica en vasos sanguíneos, cercana al corazón”.
Para terminar, veamos la información de un ensayista, Guillermo Sureda (vid supra), por ser complementaria: “La mano derecha va hundiendo la espada en el llamado «hoyo de las agujas» del animal. Los clásicos decían que en la estocada «quien no hace la cruz se lo lleva el diablo», es decir, lo coge el toro”. La máxima es una sugerente dilogía cristiano-taurina. Ya hemos visto que cabe el aliviarse, salirse, cuartear, descargar, y de resultas, sin hacer la cruz ni medianamente, estoquear atravesado o pinchar en hueso, por instinto de supervivencia o miedo a la cogida (que viene a ser lo mismo). Deben tenerse en cuenta otras circunstancias sobre el ingenioso dicho de los clásicos, pues también se cumplirá cuando se haya cargado la suerte, si el torero, al hacer la cruz irregular, no ha sometido bien al toro con la izquierda por su sitio. Y también puede ocurrir que haya hecho bien la cruz y la condición resabiada del toro tire el derrote hacia el bulto, que está muy próximo, y empitone al buen matador.
Después de esto, aún cabe una posibilidad espectacular de cargar la suerte entrando a matar, aunque con un bajísimo porcentaje de ejecuciones. Excepcionalmente, algunos toreros, en efecto, optan por prescindir de la muleta (o de otros exóticos engaños, más excepcionales aún, como un sombrero, una montera...), y con la mano izquierda libre echan el brazo de la espada por delante y se tiran a matar metiendo su cuerpo (cargándolo en toda regla) entre los cuernos del toro. Es lo que se llama encunarse. Debe tenerse en cuenta que el verbo "encunar" se emplea también (pues se basa en la misma metáfora de llamar cuna a los cuernos) cuando el toro topa al lidiador con la testuz, entre las astas, en algún lance, fallando en su propósito de empitonarle. Pero al entrar a matar, es una opción libre del matador, generando un revuelo emocional en la expectación del público por su elevado riesgo. Porque el torero ha renunciado a la salida tradicional a cuerpo limpio, a salirse, cambiándola por la incertidumbre de una suerte que lo primero que implica es el encontronazo, si todo va bien. Suele apoyarse en su brazo libre sobre la testuz, tras los cuernos, para, después de clavar, poder impulsarse hacia afuera con cierto control, intentando caer de pie para poder huir con ligereza, pues el toro al notarlo encima levantará la cabeza para lanzarlo al aire, y luego le buscará. De ahí derivan varios posibles resultados: de haber pinchado en hueso, el toro, muy entero, puede buscar ágilmente a su agresor, que, si ha caído al albero, dependerá de los quites de la cuadrilla. Solo si le ha alcanzado con la espada muy certeramente en sitio vital caerá el toro fulminado, pero eso es algo muy improbable. El albur, en fin, es el único pronóstico que tiene esta suerte (tal y como definía esta palabra el diccionario más antiguo de nuestra lengua). En los años 70 del siglo pasado frecuentó esta forma de entrar a matar el torero Antonio José Galán. Más cercano en el tiempo lo ensayó algunas veces el recientemente fallecido (2017) Iván Fandiño, corneado al torear por chicuelinas en Francia.  

#### Apunte poético
El gran poeta Rainer Maria Rilke, nacido en Praga (Bohemia austrohúngara entonces), escribió en Ronda, donde vio torear, parte de su obra cumbre Las elegías de Duino, 1923 (Duineser Elegien, en alemán). En ellas se incluye una oda a Paquiro (al que obviamente no pudo conocer sino por referencias culturales, escritas o icónicas) publicada mucho antes, en París, el 3 de agosto de 1907, cuyos últimos cinco versos, traducidos, recogen la estocada:
… hasta que apuesto, impasible, y sin odio
apoyado en sí mismo, sereno, sosegado,
hunde casi blandamente el estoque
en la gran ola que rueda y retorna,
y su ímpetu se ahoga en el vacío.